# Erding

Die Lange Zeile in Erding

Erding ist eine altbayerische Herzogstadt und seit dem 1. Januar 2013 Große Kreisstadt im gleichnamigen Landkreis im Regierungsbezirk Oberbayern. Erding ist ein Oberzentrum und Sitz des Landratsamtes des Landkreises Erding.

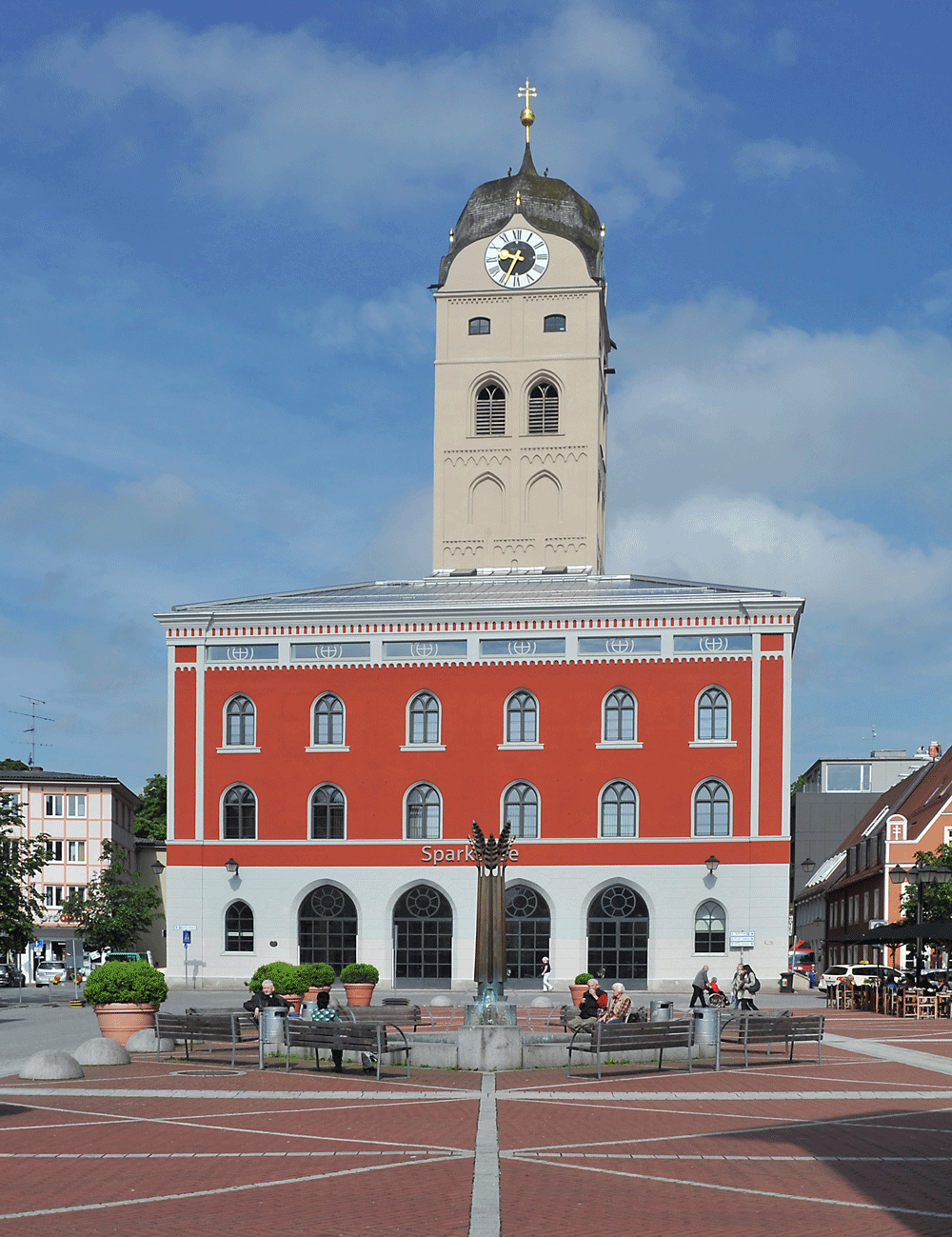
Erdinger Schrannenhalle mit Stadtturm

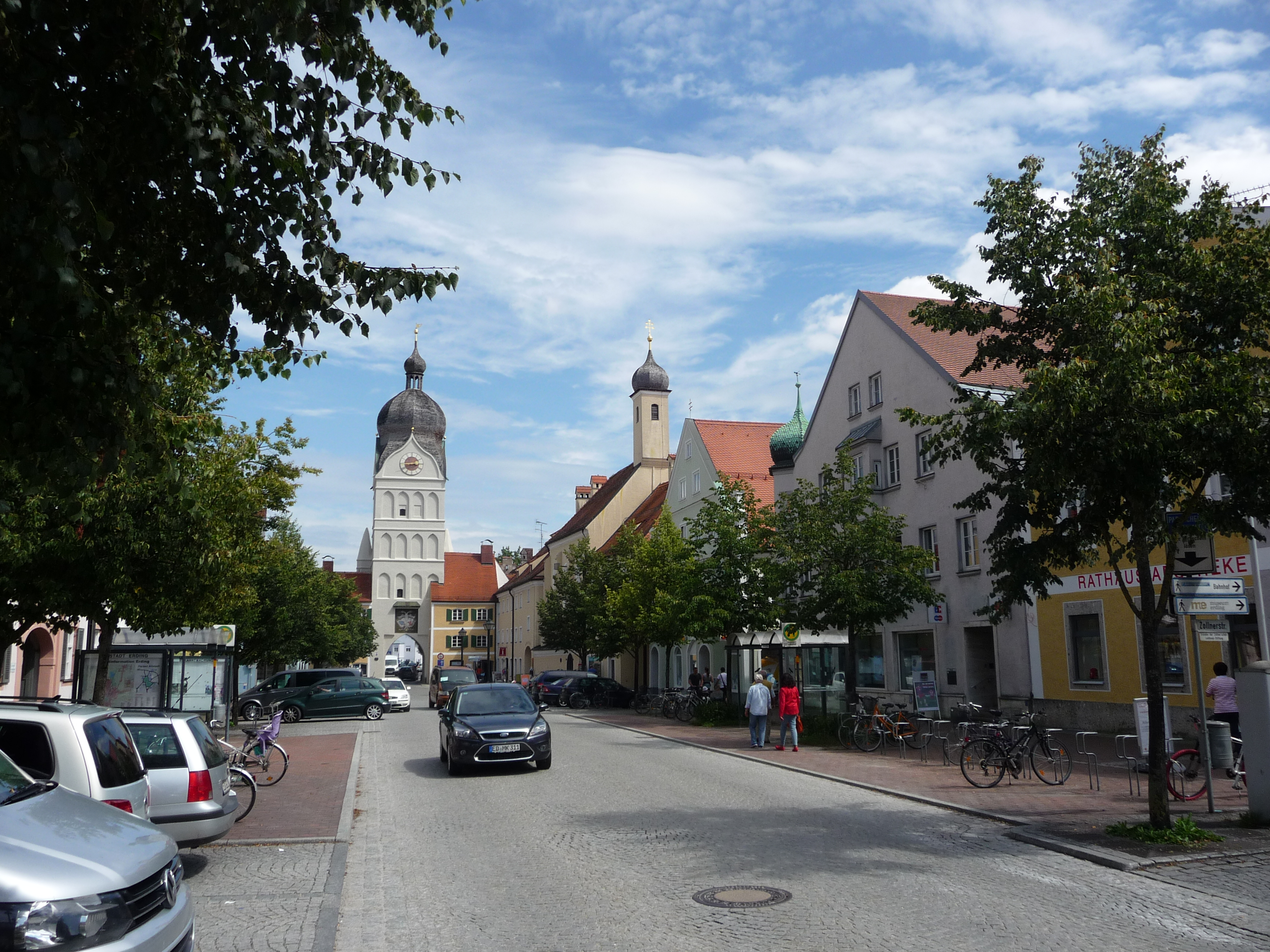
Das Landshuter Tor

## Geografie

### Lage
Der Hauptort Erding liegt etwa 30 Kilometer in nordöstlicher Richtung vom Münchner Stadtzentrum entfernt und 31 Kilometer südwestlich von Landshut in der Planungsregion München. Rund zehn Kilometer nordwestlich von Erding im Erdinger Moos liegt der Flughafen München.
Durch Erding fließt die Sempt, ein Nebenfluss der Isar. Sie fließt in einem Bogen im Osten um die Erdinger Altstadt, die im Westen von dem von der Sempt abzweigenden Fehlbach begrenzt wird.
Im Juni 2013 waren die Ortsteile Altenerding, Bergham/Aufhausen und Langengeisling stark vom Hochwasser der Sempt beim Hochwasser in Mitteleuropa 2013 betroffen.

### Gemeindegliederung
Die Stadtgemeinde hat 25 Gemeindeteile (in Klammern ist der Siedlungstyp angegeben):
- Altenerding (Pfarrdorf)
- Altham (Kirchdorf)
- Ammersdorf (Dorf)
- Aufhausen (Dorf)
- Bergham (Dorf)
- Eichenkofen (Kirchdorf)
- Erding (Hauptort)
- Graß (Weiler)
- Hl. Blut (Kloster)
- Indorf (Kirchdorf)
- Itzling (Kirchdorf)
- Kehr (Dorf)
- Kiefing (Einöde)
- Klettham (Pfarrdorf)
- Langengeisling (Pfarrdorf)
- Neuhausen (Weiler)
- Pretzen (Kirchdorf)
- Sankt Paul (Kirchdorf)
- Schollbach (Einöde)
- Siglfing (Dorf)
- Singlding (Weiler)
- Straß (Einöde)
- Voggenöd (Einöde)
- Werndlfing (Weiler)
- Ziegelstatt (Einöde)

Im Gemeindegebiet gibt es die Gemarkungen Altenerding, Erding und Langengeisling.

### Natur
Folgende Schutzgebiete berühren das Gemeindegebiet:
- Landschaftsschutzgebiet Sempt- und Schwillachtal (LSG-00397.01)
- Fauna-Flora-Habitat-Gebiet Strogn mit Hammerbach und Köllinger Bächlein (7637-371)

Im Altenerdinger Moos findet sich eine Sinterbildung (Geotop-Nummer 177R003).

## Geschichte

### Frühes Mittelalter

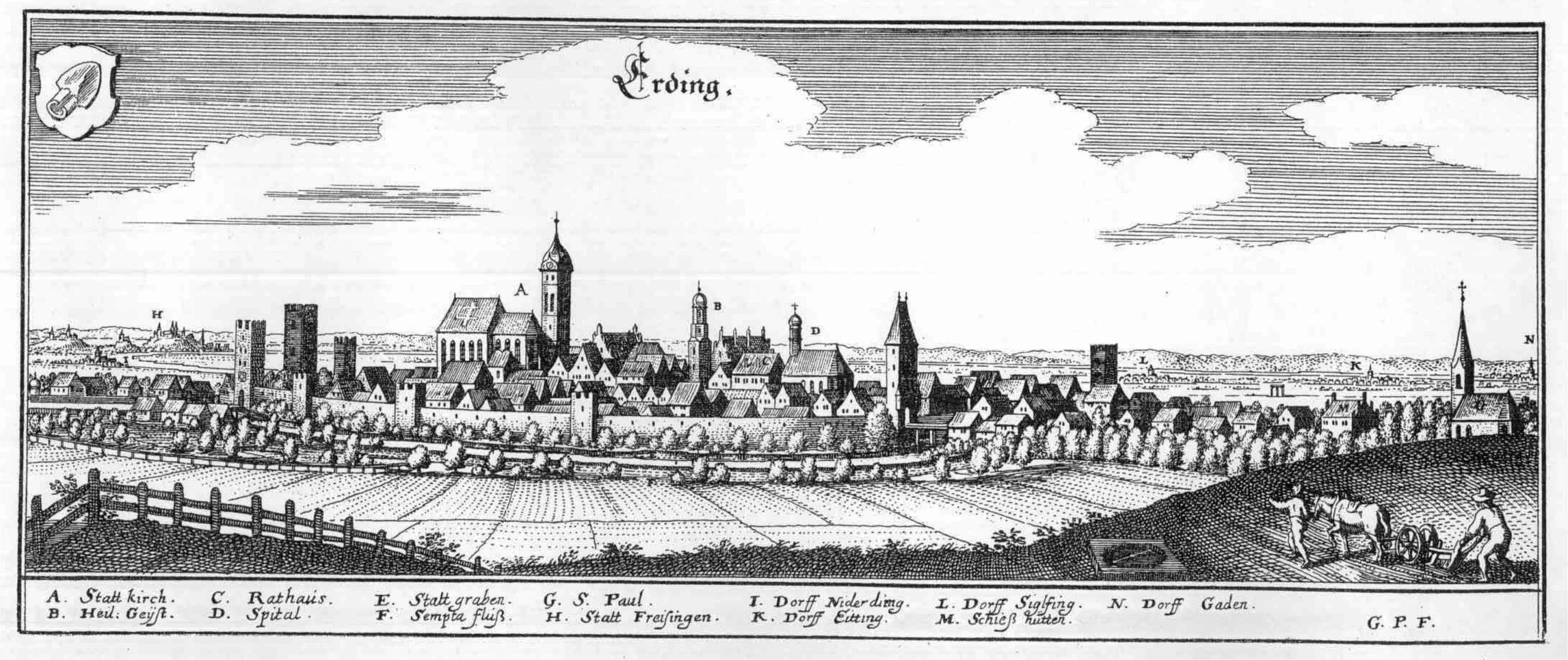
Stadtansicht von Matthäus Merian, 1665

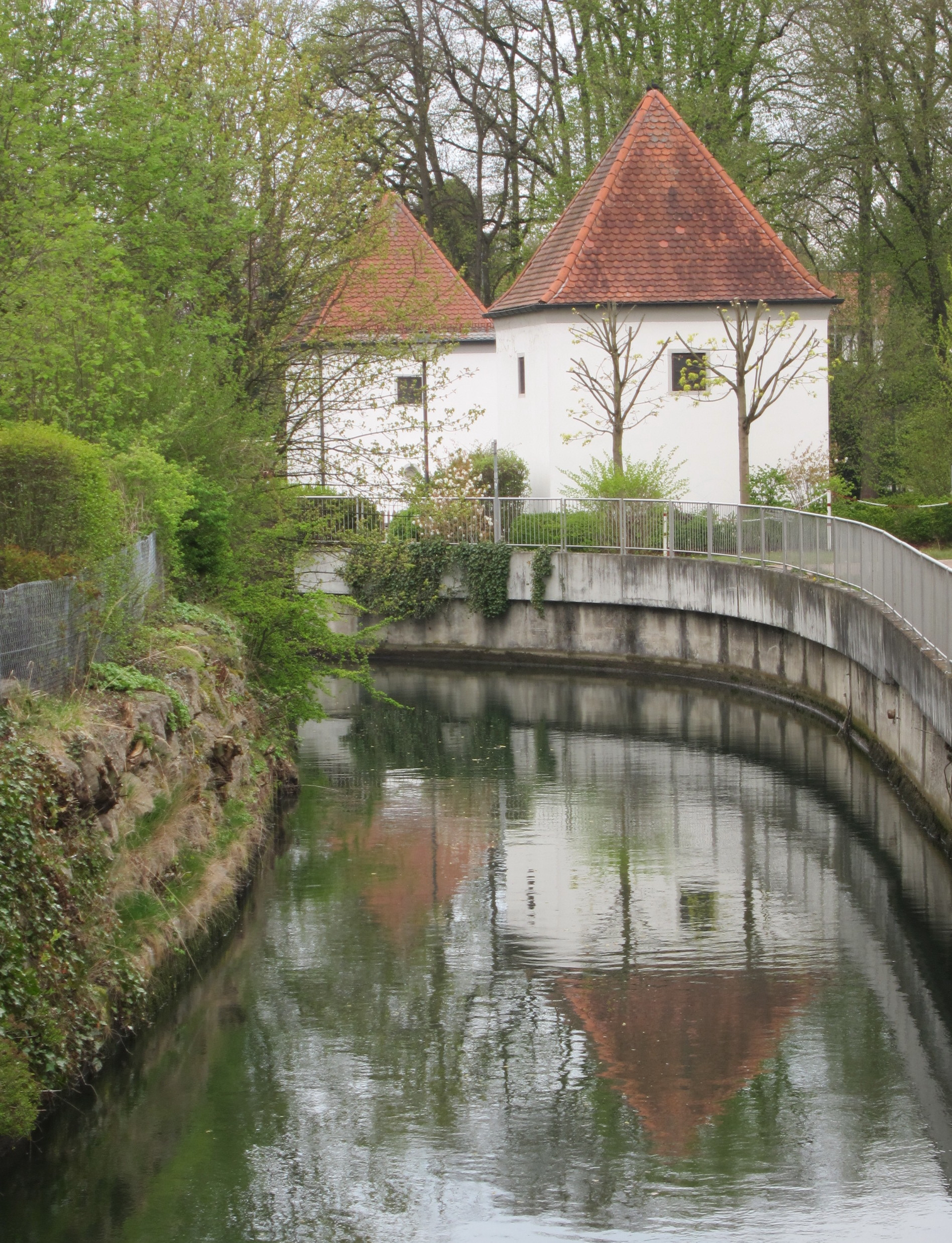
Sempt mit den Türmen der Wehranlage

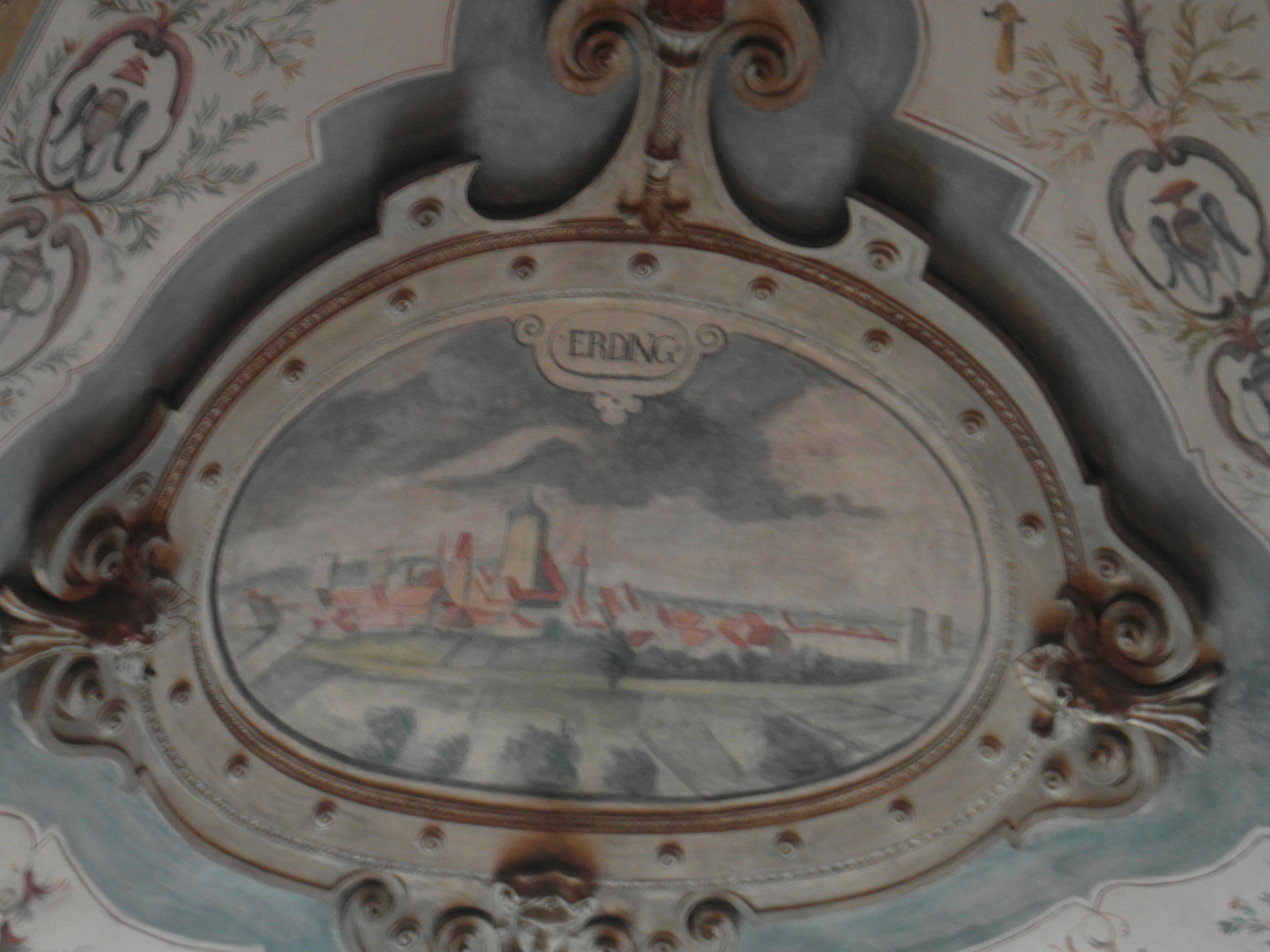
Erding im Antiquarium

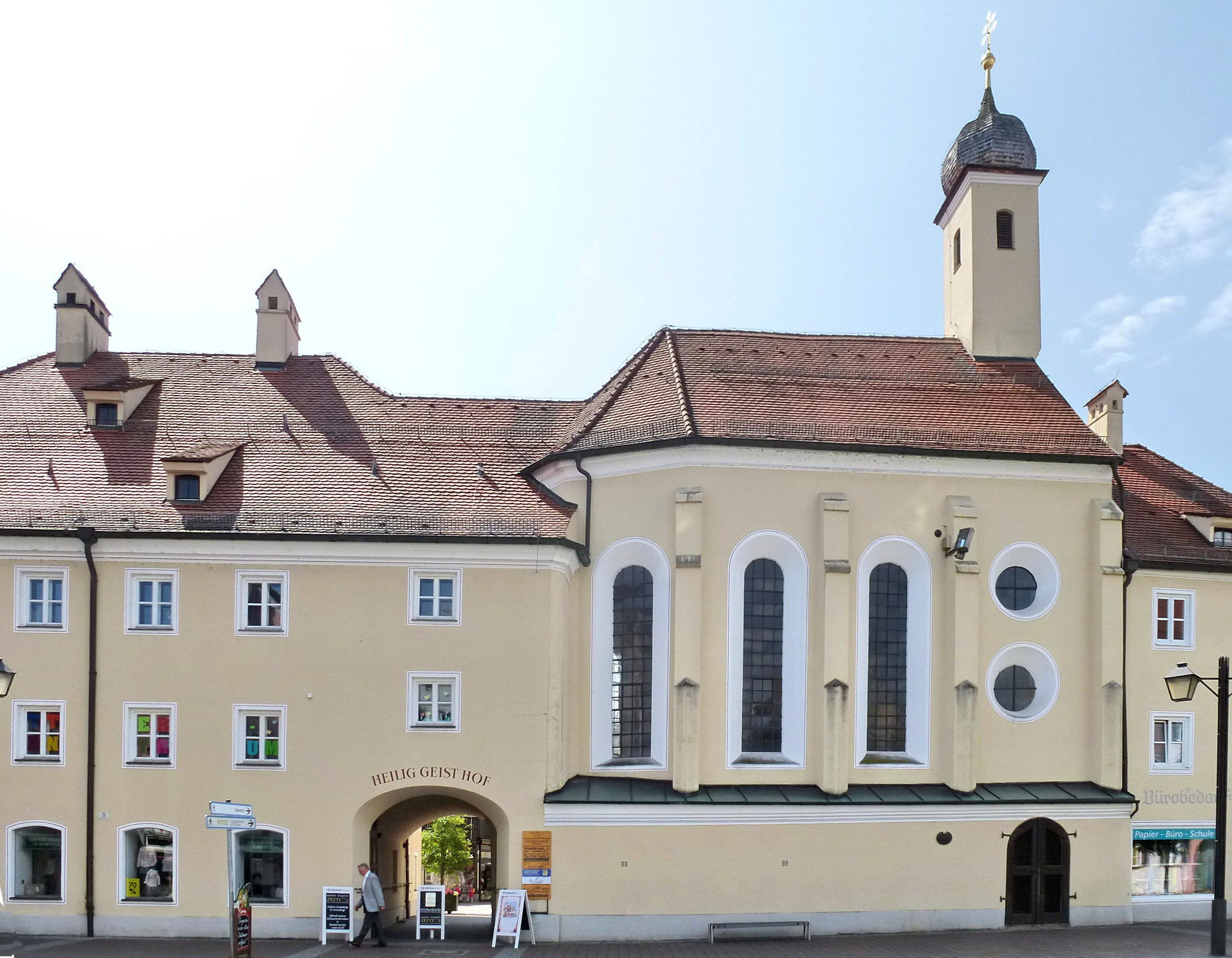
Spitalkirche Hl. Geist

742 wurde der Gemeindeteil Altham das erste Mal urkundlich erwähnt: Ein Familienmitglied der Agilolfinger schenkte Altham dem Kloster Benediktbeuern. 788 wurde die Siedlung Ardeoingas das erste Mal urkundlich erwähnt. Der Ortsname wird vom Personennamen Ardeo abgeleitet und bezog sich vor der Gründung der Herzogsstadt Erding 1228 auf das heutige Altenerding. 891 schenkte König Arnulf den Königshof Ardeoingas dem Domkapitel in Salzburg.

### Mittelalter
1228 erhielt der von Herzog Ludwig von Bayern gegründete Ort Erding die Stadtrechte zuerkannt; die Stadt (Herzogstadt) wurde als herzoglicher Stützpunkt gegenüber dem Hochstift Freising an der Fernstraße Schongau-München-Landshut angelegt. Die birnenförmige Gestalt der Altstadt ergibt sich aus den beiden Wasserläufen – die Sempt im Osten und der künstlich vertiefte Fehlbach im Westen, was der Stadt gleichsam den Wert einer Wasserfestung gab. Mauer, Graben und Wall sind in kleinen Resten noch vorhanden.
Im Inneren der Altstadt gibt es typische Kennzeichen einer wittelsbachischen Stadtneugründung des 13. Jahrhunderts. Eine langgezogene, etwa 400 Meter lange Nord-Süd-Achse, die nördlich des Schrannenplatzes Lange Zeile heißt und ursprünglich als Straßenmarkt angelegt wurde, in West-Ost-Richtung einen Straßenzug und in der Mitte den Schrannenplatz. Von den ursprünglichen vier Stadttoren (im Westen das Münchner Tor, im Norden das Freisinger Tor und im Süden das Haager Tor) ist nur noch das Osttor, das Landshuter Tor (Schöner Turm), erhalten geblieben. Es war das größte Stadttor, da es zur damaligen Hauptstadt Landshut führte. Ungefähr beim Gasthof zur Post lag die 1648 abgebrannte Stadtburg von Erding. Zusätzlich zur strategischen Bedeutung kam später der Rang als Handelszentrum hinzu, speziell für Getreide und Vieh.
Mit der ersten wittelsbachischen Landesteilung wurde Erding Niederbayern zugeordnet, bei dem es bis zum Anfang des 19. Jahrhunderts verblieb. Ab 1300 wurde der Erdinger Stadtturm, das Wahrzeichen der Stadt, an zentraler Stelle erbaut.
1503 wurde Erding im bayerischen Erbfolgekrieg von Herzog Albrecht IV. von Bayern-München erobert. Mit Ende des Erbfolgekrieges wurden Ober- und Niederbayern 1506 wieder miteinander vereinigt. Die zwischenzeitlich vom Salzburger Domkapitel zurückerhaltene Hofmark Altenerding wurde von den Grafen von Haag an Johann Jakob Fugger verkauft.
Im Zuge des Dreißigjährigen Krieges eroberten, brandschatzten und plünderten die Schweden Erding zweimal – 1632 und 1634. Die Folgen waren eine Hungersnot und der Ausbruch der Pest 1634. 1648 wurde Erding Hauptquartier des schwedischen Generals Wrangel. Die Bevölkerung war größtenteils in die noch unbesetzten Gebiete des Landes – die meisten nach Wasserburg am Inn und Traunstein – geflohen. Als die Kaiserlichen unter General Piccolomini auf Erding von Vilsbiburg und Geisenhausen her vorrückten, wurde die Stadt erneut in Brand gesteckt. Der dritte Wiederaufbau wurde durch eine extra eingeführte Biersteuer finanziert.

### Neuzeit
Während der napoleonischen Kriege – besonders 1800 bei der Schlacht von Hohenlinden – wurde Erding dazu verpflichtet, Soldaten einzuquartieren und zu verpflegen.
Am Ende des Zweiten Weltkriegs, am Nachmittag des 18. April 1945, warfen amerikanische Streitkräfte 50 Sprengbomben ab; die Altstadt wurde getroffen. 120 Menschen fanden den Tod, 24 erlagen in den nächsten Tagen ihren Verletzungen. Es wird angenommen, dass der Angriff eigentlich Freising gegolten habe. Am 1. Mai 1945 wurde die Stadt Erding kampflos an die US-amerikanischen Truppen übergeben.
Anfang 2013 wurde Erding zur Großen Kreisstadt erhoben.
Im März 2022 wurden vor der Stadtapotheke in der Langen Zeile 4 zwei Stolpersteine verlegt, im Gedenken an NS-Opfer. (Siehe: Liste der Stolpersteine in Erding)

### Eingemeindungen
1924 kam Heilig Blut von der Gemeinde Altenerding zu Erding und 1938 Siglfing von der Gemeinde Oberding. Im Zuge der Gebietsreform in Bayern wurden am 1. Mai 1978 die Gemeinden Altenerding und Langengeisling eingegliedert.

### Einwohnerentwicklung
Zwischen 1988 und 2018 wuchs die Stadt von 24.000 auf 36.000 Einwohner – der größte prozentuale Zuwachs aller bayerischen Gemeinden über 20.000 Einwohner im genannten Zeitraum.
| Jahr               | Einwohner |
| ------------------ | --------- |
| 1. Dezember 1840   | 04.046    |
| 1. Dezember 1871   | 05.278    |
| 1. Dezember 1900   | 06.109    |
| 16. Juni 1925      | 06.944    |
| 17. Mai 1939       | 10.736 1  |
| 13. September 1950 | 13.760    |
| 31. Dezember 1961  | 19.023 2  |
| 31. Dezember 1970  | 20.963    |
| 31. Dezember 1987  | 23.933    |
| 31. Dezember 1990  | 25.147    |
| 31. Dezember 1991  | 25.804    |
| 31. Dezember 1995  | 27.695    |
| 31. Dezember 1996  | 28.406 3  |
| 31. Dezember 1998  | 29.571    |
| 31. Dezember 2000  | 31.165    |
| 31. Dezember 2002  | 32.045    |

| Jahr              | Einwohner |
| ----------------- | --------- |
| 31. Dezember 2004 | 32.953    |
| 31. Dezember 2005 | 33.017    |
| 31. Dezember 2006 | 33.500    |
| 31. Dezember 2007 | 33.821    |
| 31. Dezember 2008 | 34.020    |
| 31. Dezember 2009 | 34.410    |
| 31. Dezember 2010 | 34.514    |
| 31. Dezember 2011 | 33.825    |
| 31. Dezember 2012 | 34.402    |
| 31. Dezember 2013 | 35.295    |
| 31. Dezember 2014 | 35.756    |
| 31. Dezember 2015 | 36.159    |
| 31. Dezember 2016 | 36.291    |
| 31. Dezember 2017 | 36.382    |
| 31. Dezember 2022 | 36.813    |

Einwohnerentwicklung von Erding von 1840 bis 2017 nach nebenstehender Tabelle

Quelle: Bayerisches Landesamt für Statistik (1960–2017)

## Religionen
Laut der Volkszählung 2011 waren 49,9 % römisch-katholisch, 13,0 % der Einwohner evangelisch und 37,2 % waren konfessionslos, gehörten einer anderen Religionsgemeinschaft an oder machten keine Angabe. Die Zahl der Protestanten und Katholiken ist seitdem gesunken. Im Dezember 2020 waren von den Einwohnern 41,7 % katholisch, 10 % evangelisch und 47,3 % gehörten einer anderen Religion an oder waren konfessionslos. 2021 gab es 396 Kirchenaustritte (1 % der Gesamtbevölkerung) und 2022 waren es 750 (2 % der Gesamtbevölkerung).
In Erding haben sich auch andere Religionsgemeinschaften niedergelassen, wie zum Beispiel eine Neuapostolische Kirche oder die Zeugen Jehovas. Es gibt auch ein islamisches Zentrum.

## Politik
Am 23. September 2008 erhielt die Stadt den von der Bundesregierung verliehenen Titel „Ort der Vielfalt“.

### Stadtrat

Erdinger Rathaus

Die Stadtratswahl am 15. März 2020 führte bei einer Wahlbeteiligung von 56,8 Prozent (2014: 49,8 Prozent) zu folgendem Ergebnis:
| Partei        | CSU           | Grüne        | FW            | Erding Jetzt  | SPD          | AfD       | ÖDP         | FDP         | Die Linke | Gesamt   |
| Sitze         | 13 (17)       | 6 (3)        | 6 (6)         | 5 (4)         | 3 (5)        | 3 (0)     | 2 (2)       | 1 (1)       | 1 (0)     | 40       |
| Stimmenanteil | 33,8 % (42,5) | 16,2 % (8,7) | 15,3 % (15,2) | 13,2 % (11,4) | 7,1 % (13,0) | 6,3 % (-) | 4,5 % (4,1) | 2,2 % (1,7) | 1,5 % (-) | 100,00 % |

### Bürgermeister
- 194600000: Max Lehmer (CSU) (23. März 1946 bis 1. September 1946)
- 1946–1948: Max Kraus (CSU)
- 1948–1966: Hans Schmidmayer (SPD)
- 1966–1977: Alois Schießl (CSU)
- 1977–1990: Gerhard „Gerd“ Vogt (CSU)
- 1990–2008: Karl-Heinz Bauernfeind (UWE)
- seit 2008: Maximilian Gotz (CSU)

### Jugend
Die Stadt hat seit 2010 ein Jugendparlament. Die Mitglieder werden alle zwei Jahre von der Jugend der Stadt Erding gewählt. Das Parlament hat keine politische Ausrichtung.

### Wappen und Fahne
| Wappen von Erding | Blasonierung: „In Silber eine schräg gestellte blaue Pflugschar.“ |
| Wappen von Erding | Wappenbegründung: Seit dem 13. Jahrhundert steht im Schild eine schräg liegende Pflugschar, die als Gerät zur Bearbeitung der Erde als redendes Zeichen für den Ortsnamen gedacht war. Seit dem aus dem späten 13. Jahrhundert stammenden und seit 1303 durch Abdrucke überlieferten ältesten Siegel steht im Schild stets die schräg liegende Pflugschar (eigentlich „Pflugeisen“). Aktuelle Forschungen verweisen auf die Übereinstimmung zwischen dem längst vergessenen keltischen Wort „Ard“ (für Pflugmesser) und dem im hiesigen Dialekt ausgesprochenen „Arding“ für Erding. Die sehr vielen Abbildungen des Wappens seit 1523 geben übereinstimmend die heutigen Farben an, die Pflugschar war aber fast ausnahmslos senkrecht gestellt. |

Das Wappenbild ist (wie das von Dorfen) in der Wappensammlung von Philipp Apian und im Wappenblatt von Hans Mielich enthalten. Das Stadtwappen wurde nach der Gemeindegebietsreform am 4. August 1978 bestätigt.
Die Erdinger Fahne hat die Farben Weiß-Blau-Weiß.

### Städtepartnerschaften
- Bastia, Korsika, seit 1989[22][23]

## Wirtschaft und Infrastruktur
Der Flughafen München spielt eine wesentliche Rolle für die wirtschaftliche Entwicklung der Stadt mit aktuell 37.171 Einwohnern. Die Stadt liegt nach einer Untersuchung des „Berlin-Instituts für Weltbevölkerung und globale Entwicklung“ von 2004 in einem der zukunftsträchtigsten Landkreise Deutschlands.

### Industrie, Handel und Gewerbe

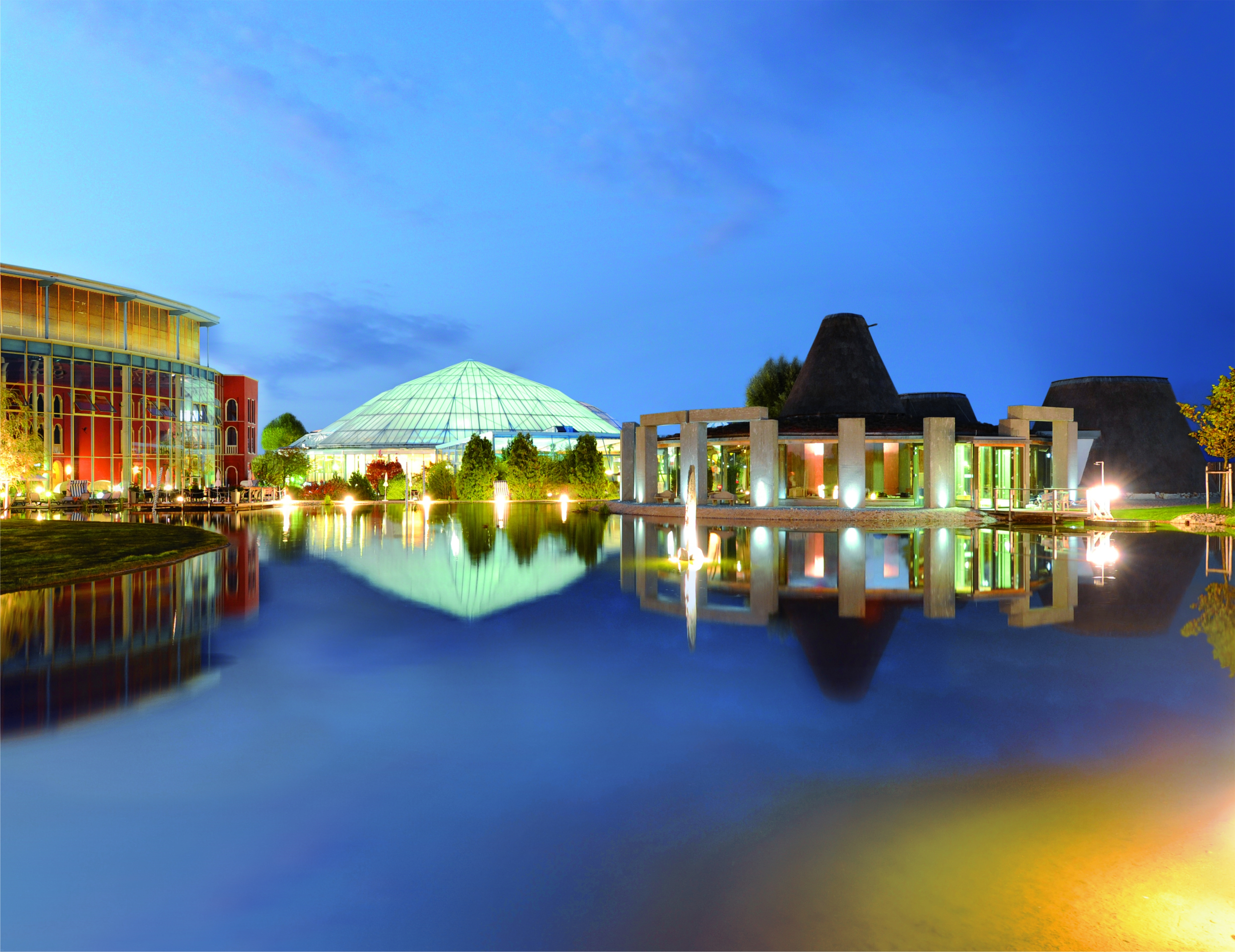
Therme Erding

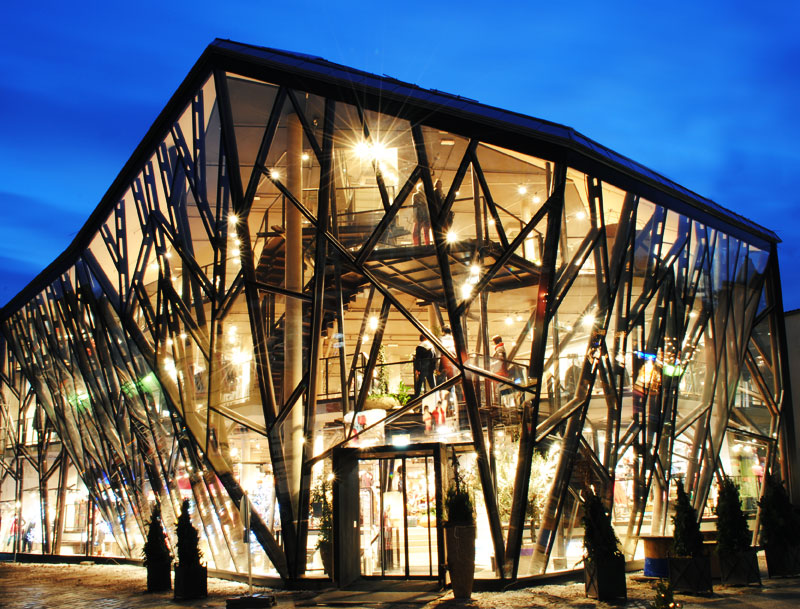
Moderne Erweiterung des Gewandhauses Gruber

- Alpha trading solutions, Bild- und Tonträgervertrieb (Rackjobber)
- Amadeus (CRS), ein Reise-Buchungsunternehmen; in Erding ist das Rechenzentrum
- Anton Riemerschmid (Unternehmensgruppe), ein Spirituosenhersteller
- Auer Baustoffe
- Erdinger Weißbräu mit Fischer's Stiftungsbräu
- GLS, General Logistics Systems, ein Paketdienst
- Gewandhaus Gruber, Textilhandelsgeschäft seit 1657[25]
- Kraus am Eck, Textilhandelsgeschäft seit 1642, eines der ältesten Bekleidungshäuser in Bayern[26]
- MTU Aero Engines, Betriebsstätte im Fliegerhorst Erding[27]
- Regionalverkehr Oberbayern, Betrieb Erding
- Therme Erding, ein großes Wellness- und Erlebnisbad
- Wolfra, Fruchtsafthersteller
- Bis Anfang der 1970er Jahre gab es die Erdinger Glockengießerei

### Land- und Forstwirtschaft
Im Jahr 1999 bestanden 141 landwirtschaftliche Betriebe, 2010 ging die Anzahl auf 96 zurück und 2020 waren es noch 81 Betriebe.
| Betriebsgröße in ha | Anzahl der Betriebe | Anzahl der Betriebe | Anzahl der Betriebe |
| Betriebsgröße in ha | 1999                | 2010                | 2020                |
| ------------------- | ------------------- | ------------------- | ------------------- |
| unter 5             | 22                  | 7                   | 2                   |
| 5 bis unter 10      | 20                  | 8                   | 9                   |
| 10 bis unter 20     | 34                  | 21                  | 18                  |
| 20 bis unter 50     | 46                  | 33                  | 24                  |
| 50 oder mehr        | 19                  | 27                  | 28                  |
| Gesamt              | 141                 | 96                  | 81                  |

### Verkehr

#### Straßen
Die Stadt liegt an der B 388 München–Passau. Über die Flughafentangente Ost können die A 92 (München–Deggendorf) und A 94 (München–Passau) erreicht werden. Die Nordumfahrung der Stadt hat bisher das Planungsstadium nicht überschritten.

#### Eisenbahn
Der Bahnhof Erding ist Endpunkt der Strecke aus Markt Schwaben.
Durch den öffentlichen Personennahverkehr der Region, dem Münchner Verkehrs- und Tarifverbund MVV, ist Erding mit der S-Bahnlinie 2 aus München Ost in circa 40 Minuten zu erreichen (50 Minuten ab München Hauptbahnhof).
| Linie | Linienverlauf |
| ----- | --- |
| S2    | Petershausen – Vierkirchen-Esterhofen – Röhrmoos – Hebertshausen – Dachau / Altomünster – Kleinberghofen – Erdweg – Arnbach – Markt Indersdorf – Niederroth – Schwabhausen – Bachern – Dachau Stadt – Dachau – Karlsfeld – Allach – Untermenzing – Obermenzing – Laim – Hirschgarten – Donnersbergerbrücke – Hackerbrücke – Hauptbahnhof – Karlsplatz (Stachus) – Marienplatz – Isartor – Rosenheimer Platz – Ostbahnhof – Leuchtenbergring – Berg am Laim – Riem – Feldkirchen – Heimstetten – Grub – Poing – Markt Schwaben – Ottenhofen – St. Koloman – Aufhausen – Altenerding – Erding |

Durch den Erdinger Ringschluss soll eine Bahnverbindung zum Münchener Flughafen und später zur Bahnstrecke München–Simbach hergestellt werden, allerdings ist derzeit mit der Fertigstellung nicht vor 2027 zu rechnen.

#### Öffentlicher Personennahverkehr
Ein zentraler Busbahnhof liegt am S-Bahnhof in Erding. Insgesamt fahren 22 Buslinien (darunter auch zwei Rufbuslinien) und vier Ruftaxi-Linien des Münchner Verkehrs- und Tarifverbundes im Erdinger Stadtgebiet.
| Linie | Linienverlauf | Verkehrsunternehmen              |
| ----- | --- | -------------------------------- |
| 445   | Ebersberg S R – Hohenlinden – Forstern – Erding S                                                                        | Larcher Tours                    |
| 501   | Gammelsdorf – Moosburg R – Langenpreising – Wartenberg – Erding S / Korbinian-Aigner-Gymnasium                           | RVO und DB Regio Bus Bayern      |
| 502   | Wartenberg – Langenpreising – Berglern – Erding S / Korbinian-Aigner-Gymnasium                                           | RVO                              |
| 507   | Markt Schwaben S R – Ottenhofen S – Notzing – Erding S                                                                   | RVO                              |
| 511   | Erding S – Notzing/Oberding – Schwaig – Freising, Berufsschule/Obervellacherstraße – Freising S R                        | RVO                              |
| 512   | Erding S – Niederding/Notzing – Oberding – Schwaig – Flughafen München, MAC/Terminal 1 S R                               | Scharf Busreisen                 |
| 515   | Hallbergmoos S – Notzing – Erding, Gewerbegebiet West – Berufsschule – Erding S                                          | Larcher Tours                    |
| 520   | Erding S – Pretzen – Altenerding S – Gewerbegebiet West – Klinikum Süd – Pretzen – Erding S – Stadtmitte – Erding S      | Scharf Busreisen                 |
| 530   | Erding S – Williamsville – Erding S – Am Stadion – Franz-Brombach-Straße – Grüner Markt – Erding S                       | Scharf Busreisen                 |
| 531   | Erding S – Klinikum Nord – Neuer Friedhof (Therme) – Moosinning – Eichenried – Ismaning S                                | RVO und DB Regio Bus Bayern      |
| 540   | Erding S – Franz-Brombach-Straße – Am Stadion – Erding S – Williamsville – Erding S                                      | Scharf Busreisen                 |
| 550   | Erding S – Altenerding S – Therme Erding (werktags) – Klinikum – Landratsamt – Stadtmitte – Erding S                     | Scharf Busreisen                 |
| 560   | Erding S – Stadtmitte – Landratsamt – Klinikum Nord – Altenerding S – Erding S                                           | Scharf Busreisen                 |
| 561   | Rufbus: Wartenberg, Feuerwehrhaus – Kirchberg – Schröding – Steinkirchen – Fraunberg – Erding S / Klinikum Nord          | Scharf Busreisen                 |
| 562   | Taufkirchen (Vils), Gewerbegebiet – Inning am Holz – Erding S / Berufsschule / Klinikum                                  | Bayernbus                        |
| 564   | Buchbach – Dorfen R – Kirchasch – Erding S – Erding, Korbinian Aigner Gymnasium/Klinikum                                 | Bayernbus                        |
| 565   | Rufbus: Dorfen Bahnhof R – (Angerskirchen –) Lengdorf/Maierklopfen – Niedergeislbach – Kirchasch – Papferding – Erding S | Bayernbus                        |
| 567   | Dorfen, Marienplatz – Sankt Wolfgang – Isen – Erding S – Erding, Klinikum Nord – Berufsschule                            | Bayernbus                        |
| 568   | Markt Schwaben S R – Finsing – Moosinning – Neuer Friedhof (Therme) – Klinikum Süd / Erding S                            | Larcher Tours                    |
| 569   | Gaden Ost – Eittingermoos – Eitting – Niederding – Erding S / Herzog Tassilo Realschule                                  | Bayernbus                        |
| 570   | Erding S – Stadtmitte – Altenerding S – Therme Erding – Altenerding S – Stadtmitte – Erding S                            | Scharf Busreisen                 |
| 580   | Eichenkofen – Erding S – Stadtmitte – Kronthaler Weiher / Klinikum Nord – Therme Erding                                  | Scharf Busreisen                 |
| 5010  | Ruftaxi: Moosburg R – Langenpreising – Wartenberg – Erding S                                                             | Gottfried Rainer Taxi            |
| 5020  | Ruftaxi: Moosburg R – Langenpreising – Eitting – Erding S                                                                | Gottfried Rainer Taxi            |
| 5670  | Walpertskirchen – Wörth – Pretzen – Erding S                                                                             | Taxiunternehmen Pawelczyk        |
| 5680  | Markt Schwaben S R – Finsing – Moosinning – Therme Erding – Neuer Friedhof – Klinikum Süd – Erding S                     | Taxi – Mietwagen Manfred Lechner |

#### Flughafen
Im Erdinger Moos etwa zehn Kilometer nordwestlich von Erding liegt der internationale Flughafen München. Die Flughafenanbindung erfolgt im Öffentlicher Personennahverkehr über Linienbusse und im Straßenverkehr hauptsächlich über die Flughafentangente Ost.
Der ehemalige Fliegerhorst Erding wird heute als Sonderlandeplatz genutzt.

### Trinkwasserversorgung und Abwasserentsorgung
Die Gewinnung, Aufbereitung und Verteilung des Trinkwassers leisten die Stadtwerke Erding. Das Trinkwasser für Erding stammt ausschließlich aus Grundwasser. Es wird aus zwei unterschiedlichen Tiefen gewonnen: zwei Brunnen im Aufhausener Wald binden ins Quartär ein und fördern aus 50 Meter Tiefe. Das Wasser dort ist 30 bis 50 Jahre alt. Zwei weitere Brunnen am Wasserwerk reichen bis ins Tertiär (160 Meter Tiefe) und fördern Wasser, das 10.000 Jahre alt ist.
Das Quartärwasser wird ohne weitere Aufbereitung direkt ins Trinkwassernetz eingespeist. Das Wasser aus dem Tertiär wird im Wasserwerk  aufbereitet. Zunächst muss es mit Sauerstoff angereichert werden. Eisensalze entfernen Spuren von Arsen. Außerdem ist eine Enteisenung und Entmanganung nötig, bevor auch dieses Wasser ins Netz abgegeben werden kann.
Zunächst wird das Trinkwasser zum Hochbehälter bei Lupperg auf 530 Meter Höhenlage gepumpt . Der Hochbehälter wurde 1982 gebaut und hat ein Fassungsvermögen von 10.000 m³. Er dient der Druckerhaltung im Netz und puffert Bedarfsspitzen ab. Über eine 7,3 Kilometer lange Leitung mit 60 cm Durchmesser ist er an das 260 Kilometer lange Erdinger Wassernetz angeschlossen. Auch die Gemeinde Walpertskirchen bezieht ihr Trinkwasser von den Stadtwerken Erding. Der Anschlussgrad an das Trinkwassernetz liegt in Erding bei 99,9 Prozent.
Mit einer Gesamthärte von 19,9 °dH fällt das Wasser in den Härtebereich „hart“. Der Brutto-Verbrauchspreis liegt bei 1,49 Euro je Kubikmeter.
Die Ableitung und Reinigung des anfallenden Abwassers fällt in den Zuständigkeitsbereich des Abwasserzweckverbands Erdinger Moos. 98,9 % der Stadtbewohner waren 2016 an die Kanalisation angeschlossen. Sie hat im Verbandsgebiet eine Länge von 360 Kilometern. Das Abwasser wird im zentralen Klärwerk nördlich von Eitting  gereinigt. Die Anlage ist im Sommerbetrieb auf eine Kapazität von 184.000 Einwohnerwerten ausgelegt. Im Winter steigt die Belastung durch die Behandlung von Enteisungsmitteln des Flughafens München auf 320.000 EW. Sie behandelt etwa 8 Mio. m³ Abwasser jährlich im Belebtschlammverfahren. Das gereinigte Abwasser wird in den Mittlere-Isar-Kanal eingeleitet. Der anfallende Klärschlamm wird innerhalb von 30 Tagen verfault, durch Zentrifugen entwässert und anschließend entsorgt. Das bei der Faulung entstehende Klärgas wird zur Strom- und Wärmeerzeugung in einem Blockheizkraftwerk verwendet. Außerdem gibt es auf dem Gelände mehrere Solaranlagen. So können inzwischen 75 % des jährlichen Stromverbrauchs von 4,5 Mio. kWh und der komplette Wärmebedarf selbst gedeckt werden.

### Geothermie
An zwei Standorten wird Geothermie als Thermalwasser aus 2350 m Tiefe mit einer Temperatur von 65 Grad Celsius gefördert. Die Anlagen werden vom Zweckverband Geowärme Erding betrieben. Ein Teil des geförderten Thermalwassers wird in der Therme Erding, der Großteil für das Fernwärmenetz der Stadt Erding energetisch genutzt. So werden beispielsweise die Neubaugebiete Erdings, das Krankenhaus, das Gewerbegebiet Erding-West und Schulen damit beheizt.

### Medien
In Erding gibt es folgende regelmäßig erscheinende Medien:
- die lokalen Tageszeitungen Erdinger Anzeiger (Lokalausgabe des Münchner Merkur) und die Erdinger SZ (Lokalausgabe der Süddeutschen Zeitung),
- die wöchentlichen Anzeigenblätter Wochenblatt Erding, Hallo Erding, Kurier Erding (ein Ableger der Münchner Wochenanzeiger) und  Sempt Kurier,
- das Lokalradio Radio TOP FM sowie
- das Online-Magazin ED-Live.de.

### Behörden
Das Amtsgericht in Erding gehört zum Landgerichtsbezirk in Landshut und zum OLG-Bezirk München.
Das Finanzamt Erding befindet sich in der Münchner Straße 31 und untersteht dem Bayerischen Landesamt für Steuern.

In der Stadt Erding befindet sich der Verwaltungssitz des gleichnamigen Landkreis Erding. Das Landratsamt ist im ehemaligen Krankenhausgebäude am Alois-Schießl-Platz 2 untergebracht.

### Bildung

#### Allgemeine Bildungseinrichtungen
Grundschulen:
- Grundschule am Grünen Markt
- Grundschule am Lodererplatz
- Grundschule Klettham
- Carl-Orff-Grundschule in Altenerding-Süd
- Grundschule am Ludwig-Simmet-Anger
- Grundschule Langengeisling

Gymnasien:
- Anne-Frank-Gymnasium Erding
- Korbinian-Aigner-Gymnasium Erding

Realschulen:
- Mädchenrealschule Hl. Blut der Erzdiözese München und Freising
- Herzog-Tassilo-Realschule Erding

Hauptschulen:
- Mittelschule Altenerding-Süd
- Mittelschule Am Lodererplatz

Weitere Bildungseinrichtungen:
- Sonderpädagogisches Förderzentrum (Katharina-Fischer-Schule)
- Privates Förderzentrum für geistige Entwicklung der katholischen Jugendfürsorge der Erzdiözese München und Freising (St.-Nikolaus-Schule)

Weiterführende Schulen
- Staatl. Dr.-Herbert-Weinberger-Berufsschule (Fachbereiche Bautechnik, Elektrotechnik, Körperpflege, Holztechnik, Fahrzeug- und Fluggerätetechnik, Wirtschaft/Verwaltung und Gesundheit, Gastronomie)
- Berufliche Oberschule Erding mit Fachoberschule (FOS) und Berufsoberschule (BOS)
- Landwirtschaftsschule (mit zwei Fachgebieten Landwirtschaft und Hauswirtschaft)
- Schule für Alten- und Krankenpflege am Klinikum Erding

Vom 1. Oktober 2004 bis Mitte des Jahres 2017 befand sich in Erding auch ein Standort der privaten, staatlich anerkannten Hochschule für angewandtes Management – Fachhochschule.

#### Volkshochschule im Landkreis Erding
Die Volkshochschule ist seit 2005 im eigenen Haus in der Lethnerstraße 13.

#### Kindertageseinrichtungen
- Kinderkrippen
  - AWO Kinderkrippe Sternschnuppe
  - Kinderkrippe Die Kleinen Strolche
- Kindergärten
  - BRK-Schulkindergarten Erding – Grüner Markt
  - Evangelischer Kindergarten Erding – Altenerding
  - Kath. Kindergarten St. Vinzenz Klettham
  - Kath. Kindergarten St. Johannes Erding
  - Kath. Pfarrkindergarten St. Franziskus Erding
  - Städtischer Kindergarten St. Antonius Erding
  - Waldorfkindergarten Kinderinsel
- Kinderhäuser
  - AWO Kinderhaus Märchenmond
  - AWO Kinderhaus Zum Sonnenschein
  - AWO-Kinderhaus Hand in Hand
  - BRK-Kinderhaus „Wolperdinger“
  - Kinderhaus Elfriede Steinbacher
  - Montessori-Kinderhaus-Erding
  - Kath. Kinderhaus St. Martin Langengeisling
  - Kath. Kinderhaus Mariä Verkündigung Altenerding

(Quelle: )

## Kultur und Sehenswürdigkeiten

### Theater
Die Stadthalle, eine moderne Mehrzweckhalle, wurde im Dezember 1984 eröffnet. Hier finden Opern-, Operetten-, Theater- und Kabarettveranstaltungen statt.
Die Volksspielgruppe Altenerding, 1920 gegründet, präsentiert vor allem Stücke aus dem bayerischen Umfeld. Besonderes Highlight sind die seit 1978 unregelmäßig stattfindenden Schwedenspiele unter Leitung von Josef Beil, Träger der goldenen Stadtmedaille, die die Kulisse des Landshuter Tores, des Schönen Turms, nutzen und in eine Freilichtbühne verwandeln. Am „Grünen Markt“ befindet sich zur gleichen Zeit das sogenannte „Schwedenlager“, das mit einem Biergarten verbunden wird. Historischer Hintergrund ist die Eroberung und Plünderung der Stadt durch schwedische Truppen im Jahr 1632.
Das Cineplex-Kino Erding liegt nahe der S-Bahn-Station Erding.

### Musik
Die klassische Philharmonie Erding sowie das Erdinger Kammerorchester musizieren regelmäßig in der Stadthalle Erding.
Zudem bietet die Kreismusikschule Erding ein großes Spektrum an Veranstaltungen.
Die seit 1966 jährliche Erdinger Orgelwoche in der Pfarrkirche St. Johann gehört wie die seit 1979 stattfindenden Jazztage Erding oder die Europa-Tage der Musik in der Kreismusikschule Erding mit internationaler Besetzung zum festen Bestandteil der Erdinger Musikkultur. Seit dem Jahr 2010 organisiert das Kulturamt der Stadt Erding jährlich die Volksmusiktage Erding, bei denen altbayerisches Brauchtum gepflegt wird.
Die Stadtkapelle Erding ist ein konzertantes Blasorchester, das neben traditioneller Blasmusik moderne Unterhaltungsstücke im Repertoire hat und Ausflüge in die Klassik unternimmt. Die Stadtkapelle ist bayerischer Meister der musikalischen Mittelstufe des Musikbund von Ober- und Niederbayern (Stand 2014).
Die Johannesbläser Erding sind eine Gruppierung (vier Trompeten, zwei Posaunen und Tuba), die von der Pfarrei Sankt Johann gegründet wurde und deren Mitglieder unter anderem in der Stadtkapelle mitwirken. Vorrangig spielen sie klassische und kirchliche Literatur, aber auch modernere Stücke.
Auf eine über 60-jährige Tradition kann die Chorgemeinschaft Altenerding zurückblicken. Gegründet wurde sie 1949 als „Männergesangsverein“. Zehn Jahre später wurde der Männerchor zu einem gemischten Chor erweitert.
Die Liedertafel Erding, gegründet 1844, ist einer der ältesten Gesangsvereine in ganz Bayern. Die Liedertafel wurde vielfach ausgezeichnet, unter anderem mit der Orlando-di-Lasso-Medaille, Zelter-Plakette und dem Kulturpreis des Landkreises Erding.
Seit 2005 findet jährlich im Juni das Musikfestival „Open Airding“ am Sepp-Brenninger-Stadion in Altenerding statt. Es wird ehrenamtlich von Jugendlichen in Zusammenarbeit mit dem Jugendzentrum Erding organisiert und bietet lokalen und regionalen Bands eine breite Plattform.

### Museen
- Das Museum Erding zeigt nicht nur zahllose historische Schätze aus Erding und dem Erdinger Land, es ist selbst ein Kulturdenkmal. Aufgrund seiner Gründung im Jahr 1856 zählt es zu den ältesten kommunalen Einrichtungen dieser Art. Heute besitzt das Museum rund 50 000 Exponate.[48]

- Das Bauernhausmuseum des Landkreises Erding dokumentiert das historische bäuerliche Leben in der Region.
- Das Franz-Xaver-Stahl-Museum beheimatet das ehemalige Atelier des Malers, einen Künstlergarten sowie zahlreiche Werke von Stahl und Johann Georg Schlech.

### Kirchen

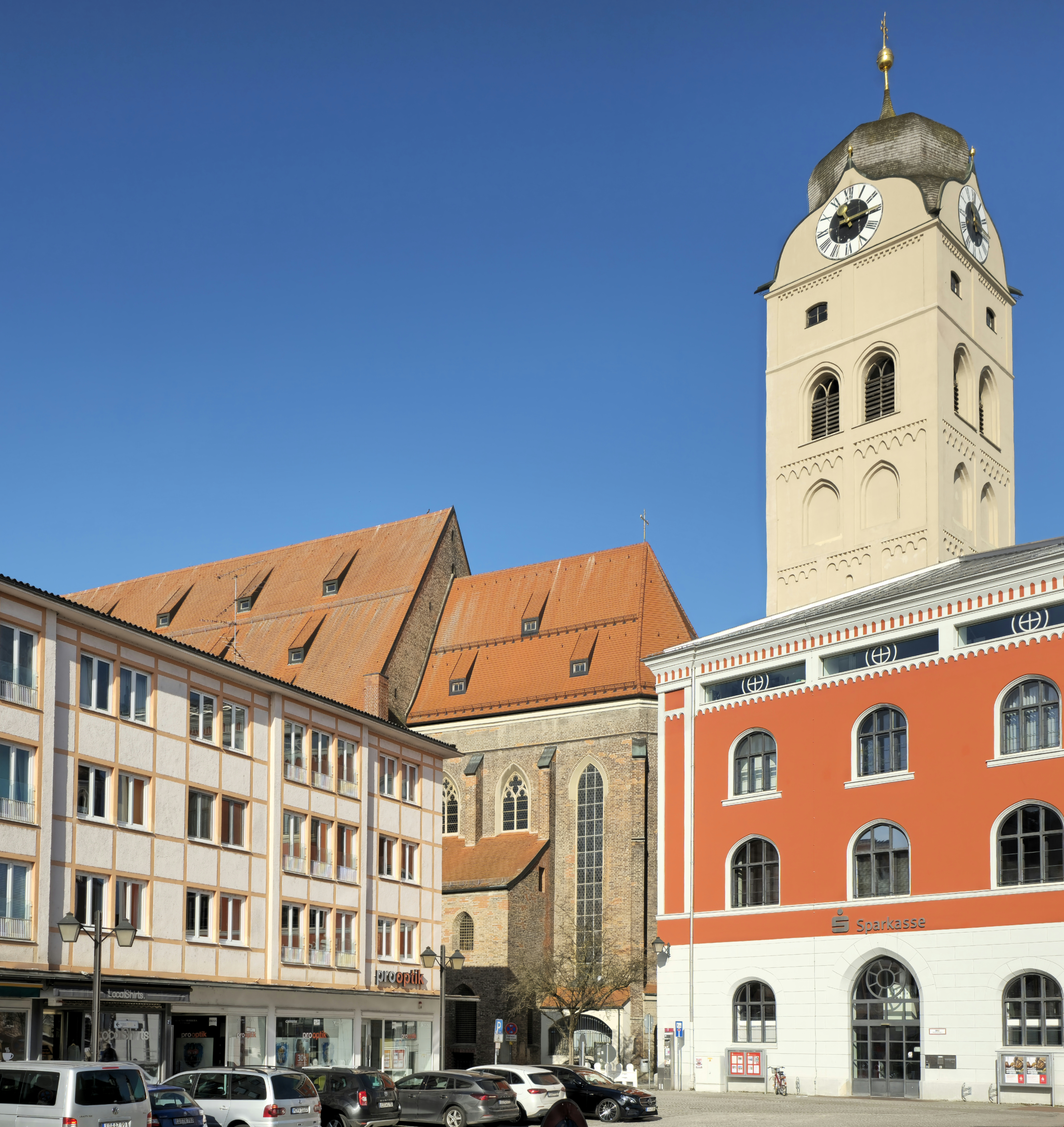
Stadtpfarrkirche St. Johann

- Pfarrkirche St. Johann (römisch-katholisch)
- Spitalkirche Hl. Geist (kleiner Saalbau mit Dachreiter, bez. 1444, 1688 barockisiert; mit Ausstattung) (römisch-katholisch)[49]
- Friedhofskirche St. Paul (römisch-katholisch)
- Pfarrkirche St. Martin in Langengeisling (römisch-katholisch), im Kern spätgotisch, 1669/70 erhöht, Turm 1710 von Anton Kogler
- Filialkirche St. Johannes der Täufer in Langengeisling (römisch-katholisch)
- Filialkirche St. Benedikt in Altham (römisch-katholisch)
- Filialkirche St. Ägidius in Eichenkofen (römisch-katholisch)
- Pfarrkirche Mariä Verkündigung in Altenerding (römisch-katholisch), stattlicher Saalbau 1724 durch Anton Kogler
- Filialkirche St. Vitus in Itzling (römisch-katholisch)
- Filialkirche St. Martin in Indorf (römisch-katholisch)
- Filialkirche St. Georg in Pretzen (römisch-katholisch)
- Wallfahrtskirche Heilig Blut (römisch-katholisch), Neubau 1675 durch Hans Kogler, 1704 von Anton Kogler überarbeitet, Hochaltarblatt von Johann Andreas Wolff 1697
- Pfarrkirche St. Vinzenz in Klettham (römisch-katholisch)
- Erlöserkirche in Klettham (evangelisch-lutherisch)
- Christuskirche (evangelisch-lutherisch)
- Auferstehungskirche (im Gemeindezentrum Altenerding)
- Freie Christengemeinde (evangelisch freie Pfingstgemeinde)
- Evangelisch-Freikirchliche Gemeinde

### Profanbauten

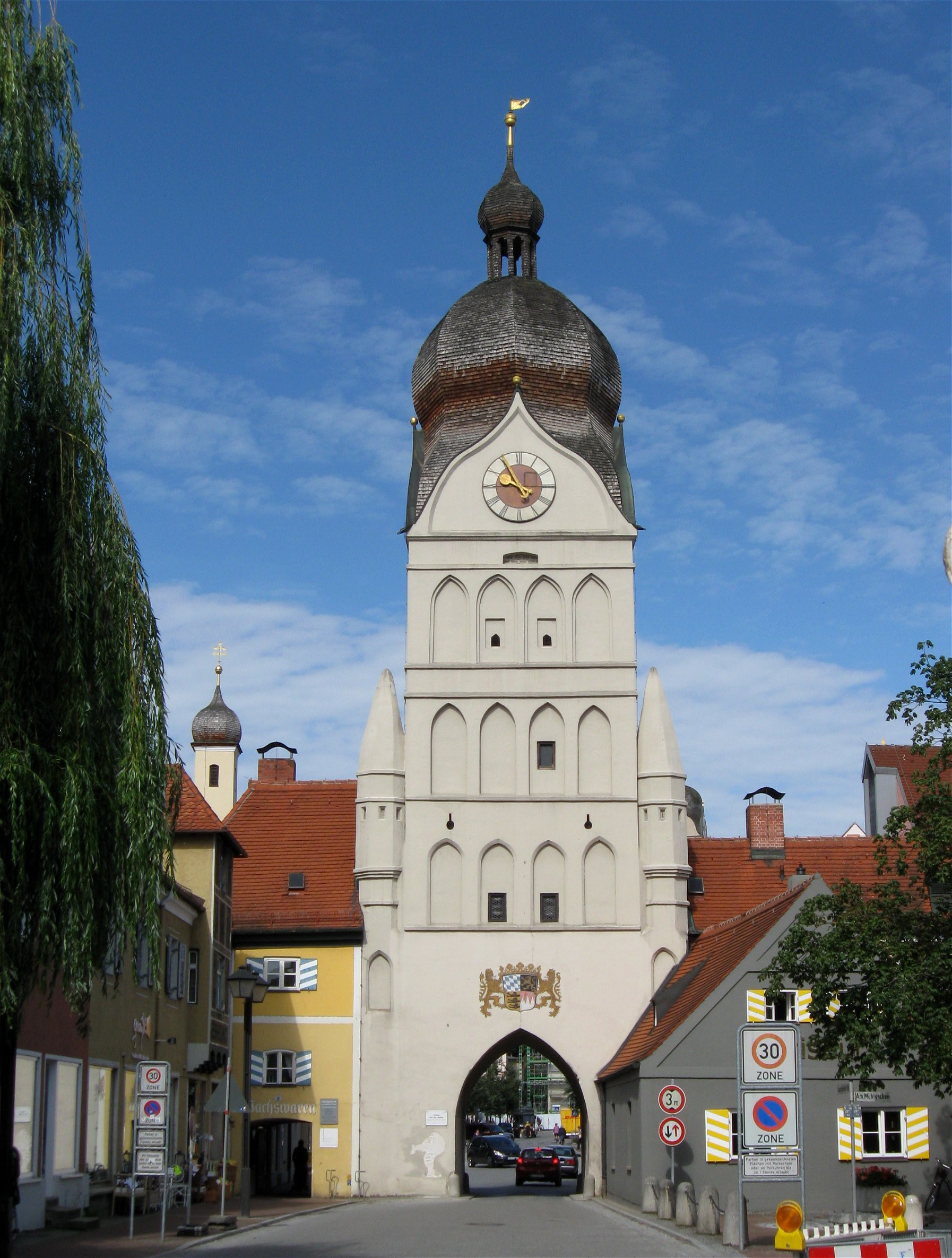
Schöner Turm

- Stadtturm, mit Türmerstube, ist auch Glockenturm für die Stadtpfarrkirche St. Johann Campanile, 2. Hälfte 14. Jahrhundert
- Schöner Turm; Landshuter Tor, Backsteinbau des 15. Jahrhunderts mit Haubenkuppel von 1660/64
- Schrannenhalle, dreigeschossiger Walmdachbau mit hohem Arkadengeschoss, neugotisch von 1866.
- Ehemalige Stadtresidenz der Grafen von Preysing, sogenannter Grafenstock, jetzt Rathaus, langgestreckter dreigeschossiger Walmdachbau mit Eckerker und prachtvollen Türbekrönungen, 17. Jahrhundert (Landshuter Straße 1)
- Frauenkircherl: Ehemalige Frauenkirche, ursprünglich dreischiffige Basilika mit Zwiebelturm, Ende 14. Jahrhundert, 1666 erneuert und seit 1802 profaniert, dann Feuerwehrhaus, jetzt Städtischer Kulturraum; im Turm befindet sich  das Erdinger Glockenspiel.
- Ehemaliges Heilig-Geist-Spital, dreigeschossiger Satteldachbau mit breiter Tordurchfahrt, Mitte 15. Jahrhundert, Fassade 17. Jahrhundert

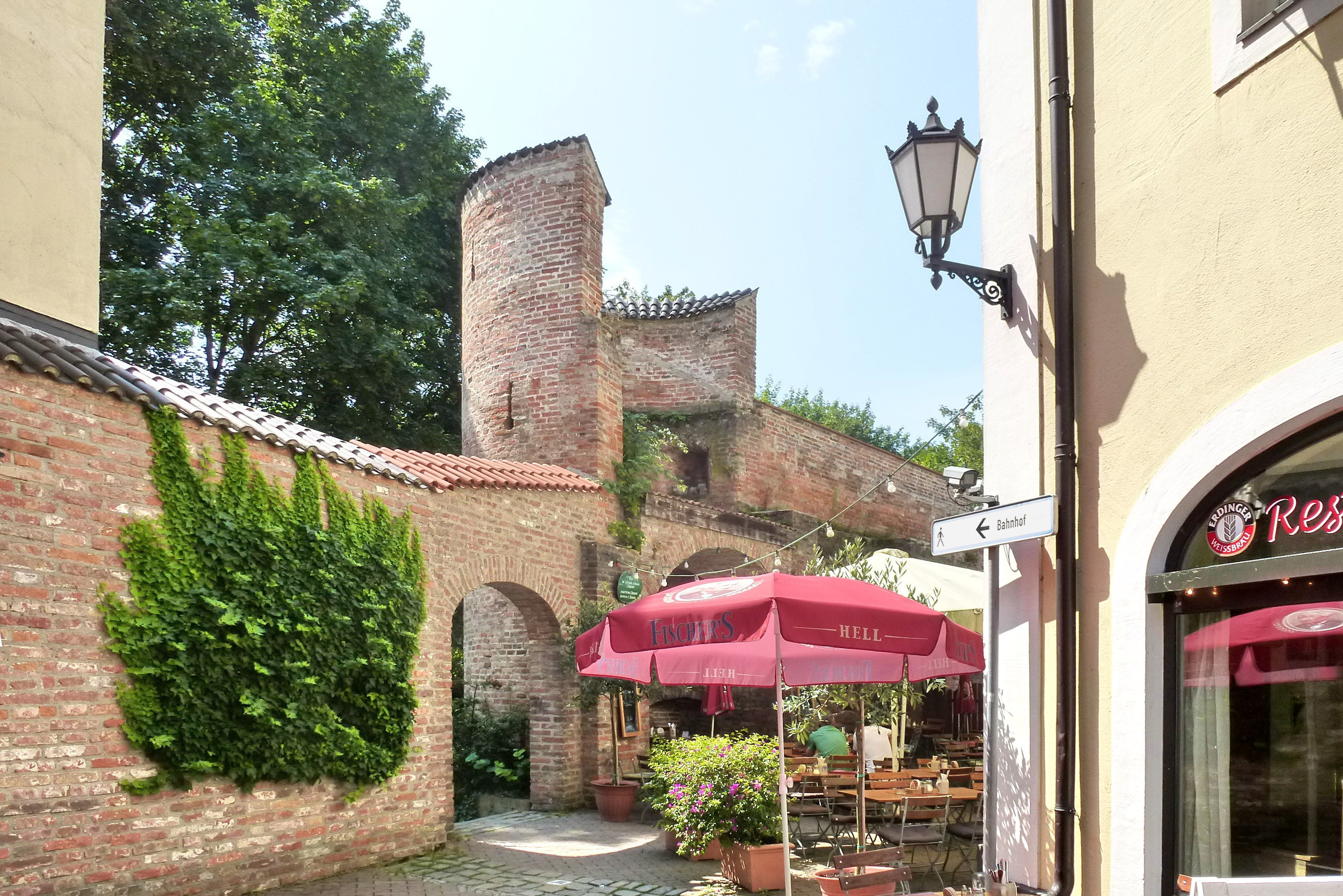
Reste der Stadtbefestigung

- Reste der StadtbefestigungRest der Stadtmauer im Heilig-Geist-Hof (Stadtbefestigung der Stadt Erding, entstanden um 1250, im 15. Jahrhundert wesentlich erneuert und ab 1789 großteils abgetragen)[50]
- Rest des ehemaligen Pfändner- und Stadtmauerturms, sog. Schuldturm (Am Rätschenbach 32), ehemals quadratischer Bau mit angefügter Stadtmauer, 15. Jahrhundert
- Gasthof zur Post, großes zweigeschossiges Eckhaus mit Walmdach und Putzgliederung, erbaut 1692, Fassadengestaltung mit Portal 1816
- Zahlreiche Bürgerhäuser aus dem 17., 18. und 19. Jahrhundert im Altstadtensemble
(besonders beachtenswert die Erker und die Hausfiguren an den Häusern, etwa Lange Zeile 28 mit Hausfigur, Christus als Gärtner, um 1640, Lange Zeile 27 mit Hausfigur, Christus an der Geißelsäule, 17. Jahrhundert)Palais Widnmann

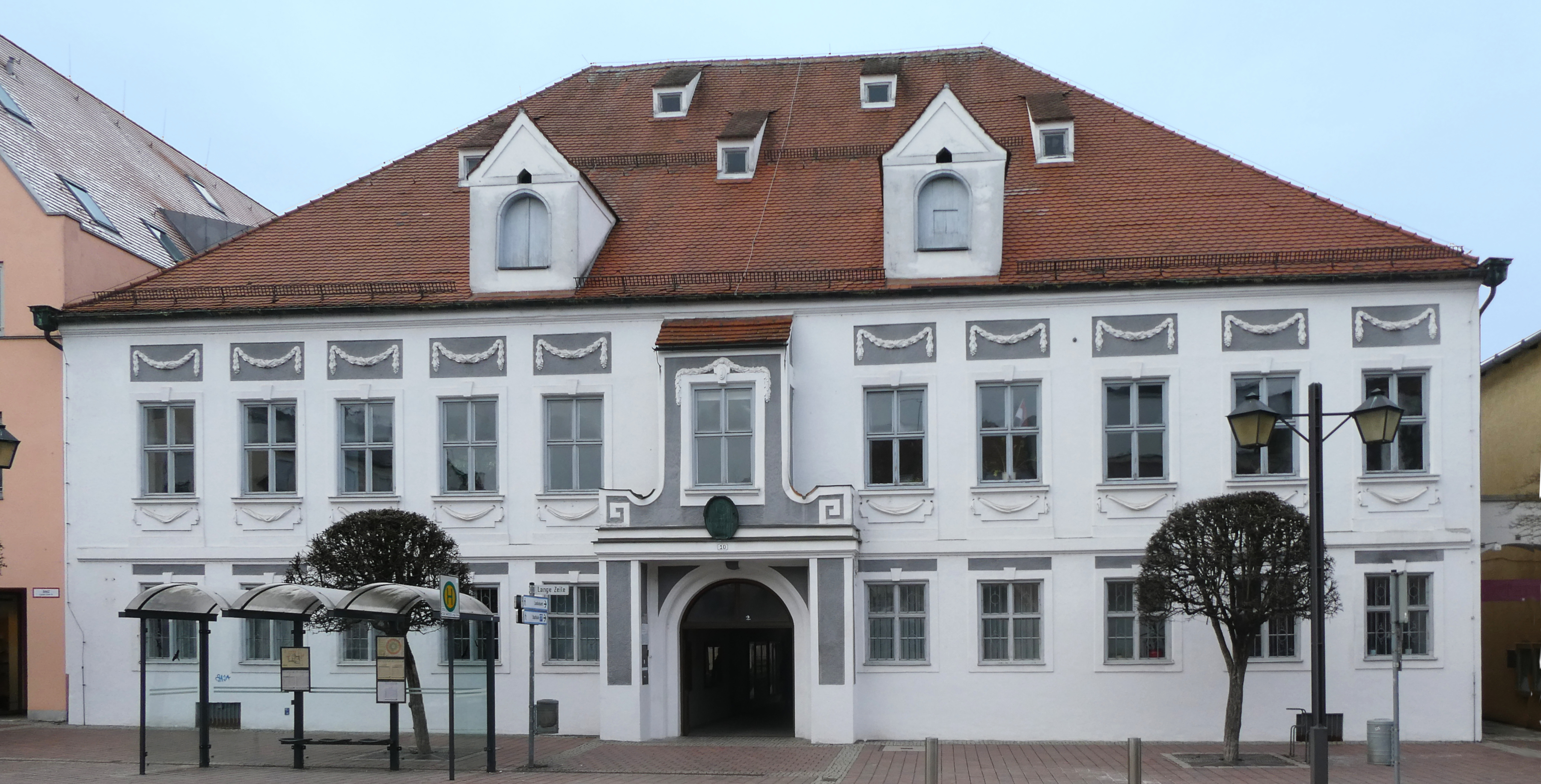
Palais Widnmann

- Palais Widnmann, ehemaliges Palais von Joseph von Widnmann, zweigeschossiger Walmdachbau mit Krangauben und klassizistischer Fassade von 1782
- Gartenpavillon, zum ehemaligen Palais Widnmann gehörig, zweigeschossiger Massivbau mit Mansardwalmdach, wohl 1782, im Zuge von Stadtmauer und Stadtgraben liegend (Nähe Roßmayrgasse)
- Antoniusheim (heute Museum Erding), ehemaliger Spitalhof und Kindergarten St. Antonius, zweigeschossiger Traufseitbau mit Satteldach, Wandmalereien und Hausmadonna, wohl 18. Jahrhundert (Prielmayerstraße 1)

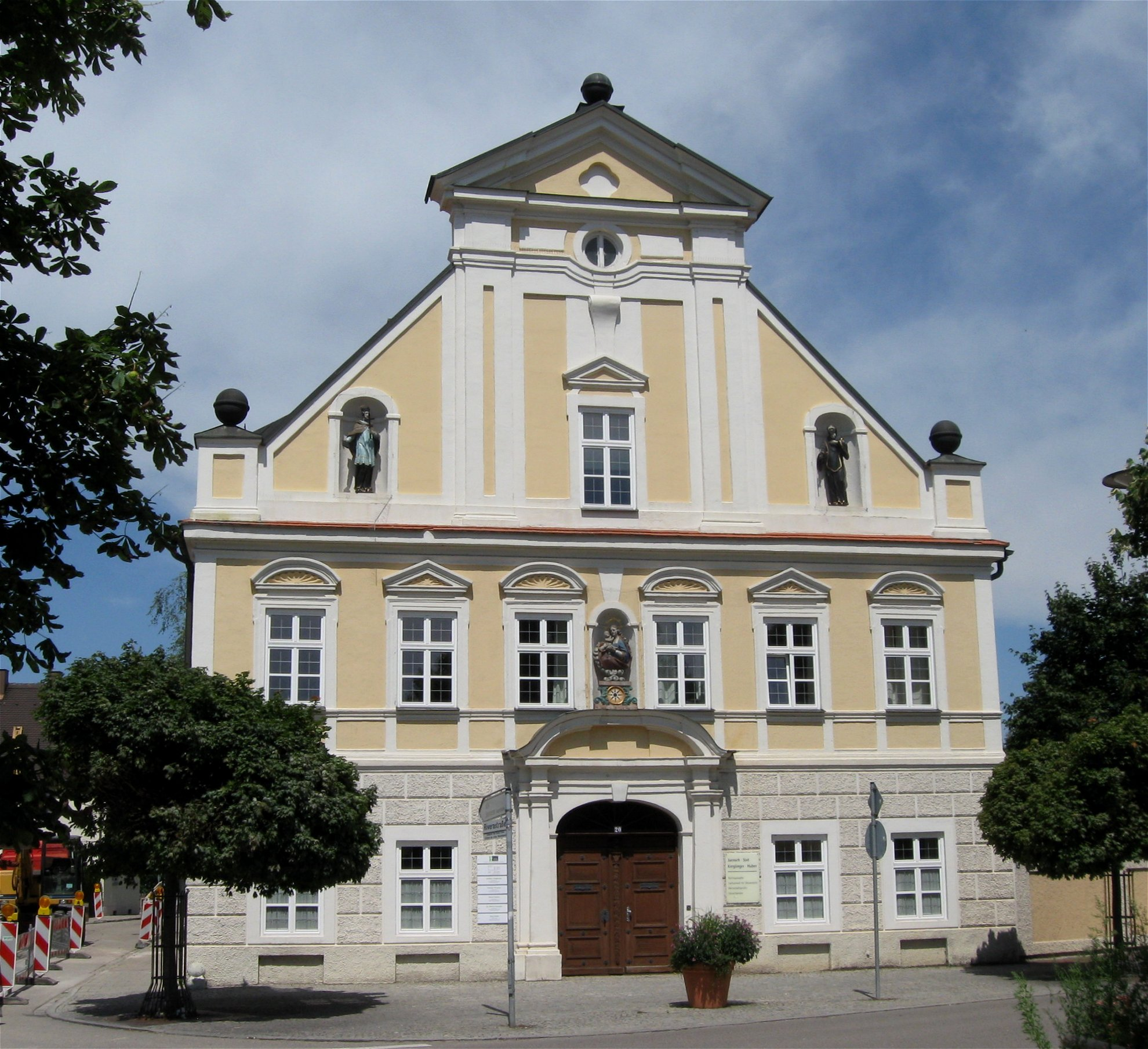
Palais Rivera

- Palais RiveraPalais Rivera, zweigeschossiges Wohnhaus mit hohem Giebel und Nischenfiguren, 1712, erbaut von Giovanni Antonio Viscardi (Münchner Straße 20)
- Finanzamt, stattlicher zweigeschossiger Bau mit Mansardwalmdach und reicher neoklassizistischer Gliederung, 1899 (Münchner Straße 31)
- Amtsgericht, zweigeschossiger Putzbau mit neubarocker Fassadengliederung und Mansardwalmdach, wohl 1901 (Münchner Straße 27)
- Mauerkapelle im Garten des ehemaligen Kapuzinerklosters (1697–1803), heute Amt für Ernährung, Landwirtschaft und Forsten Erding, 1984 wiederhergerichtet und erneuert (Dr.-Ulrich-Weg 4)
- Herderhaus in Bergham: Mit dem um 1650 errichteten und noch heute strohgedeckten Haus ist im Stadtgebiet Erding das Wohnhaus eines Dorfhirten erhalten und dokumentiert anschaulich das harte Leben der Menschen in früheren Jahrhunderten.

### Freizeitanlagen
Der Erdinger Stadtpark hat eine lange Geschichte. Um die Klosterkirche Heilig-Blut (1675; an Stelle einer 1360 erbauten Holzkapelle erbaut) und das Schloss (1712) begründete Freiherr Walter von Grainger und Franziska von Grainger, geborene Widnmann 1822 die heutige Gartenanlage in der Form einer englischen Parklandschaft.
Schon in seiner frühen Zeit wurde der Park vielfältig als Erholungsraum genutzt. 1861 ließ Grainger das Gelände bis zur Sempt bepflanzen. In den darauffolgenden Jahrzehnten erfolgten der weitere Ausbau und die Ausdehnung des Parks, der seit 1877 der Heilig-Geist-Stiftung gehört. Anfang des 20. Jahrhunderts wurde der Stadtpark stark vernachlässigt. Daher legte der aus München stammende Gartenbaumeister Kolb den Park neu an.
Zur Erweiterung des Parks gehört im 20. Jahrhundert unter anderem die Anlage eines Spielplatzes (1934) und eines Tiergeheges (1935). Um 1971 wurde ein neues Tiergehege angelegt. In den 1980er- und 1990er-Jahren gab es weitere Umbauten und Sanierungen. Bis zur Umgestaltung im Jahr 2018 präsentierte das Gehege neben anderen Tieren Damwild und einen Esel. In einem Streichelzoo finden sich u. a. Pfauen, Hasen, Meerschweinchen und Ziegen. In einer großzügigen Voliere leben verschiedene Vogelarten. Der Erdinger Stadtpark entwickelte sich im Laufe der Zeit aufgrund seiner Größe und zentralen Lage zur wichtigsten öffentlichen, innerörtlichen Grünfläche. Er wird von allen Altersklassen genutzt – ob zur Erholung, zum Sport, zur Kommunikation oder zum Spielen. Außerdem ist die Anlage Rückzugs- und Lebensraum für viele Pflanzen und Tiere. Ein Denkmal an der Sempt erinnert an den Maler Wilhelm von Diez, ein weiteres Denkmal an den Stadtparkgründer.

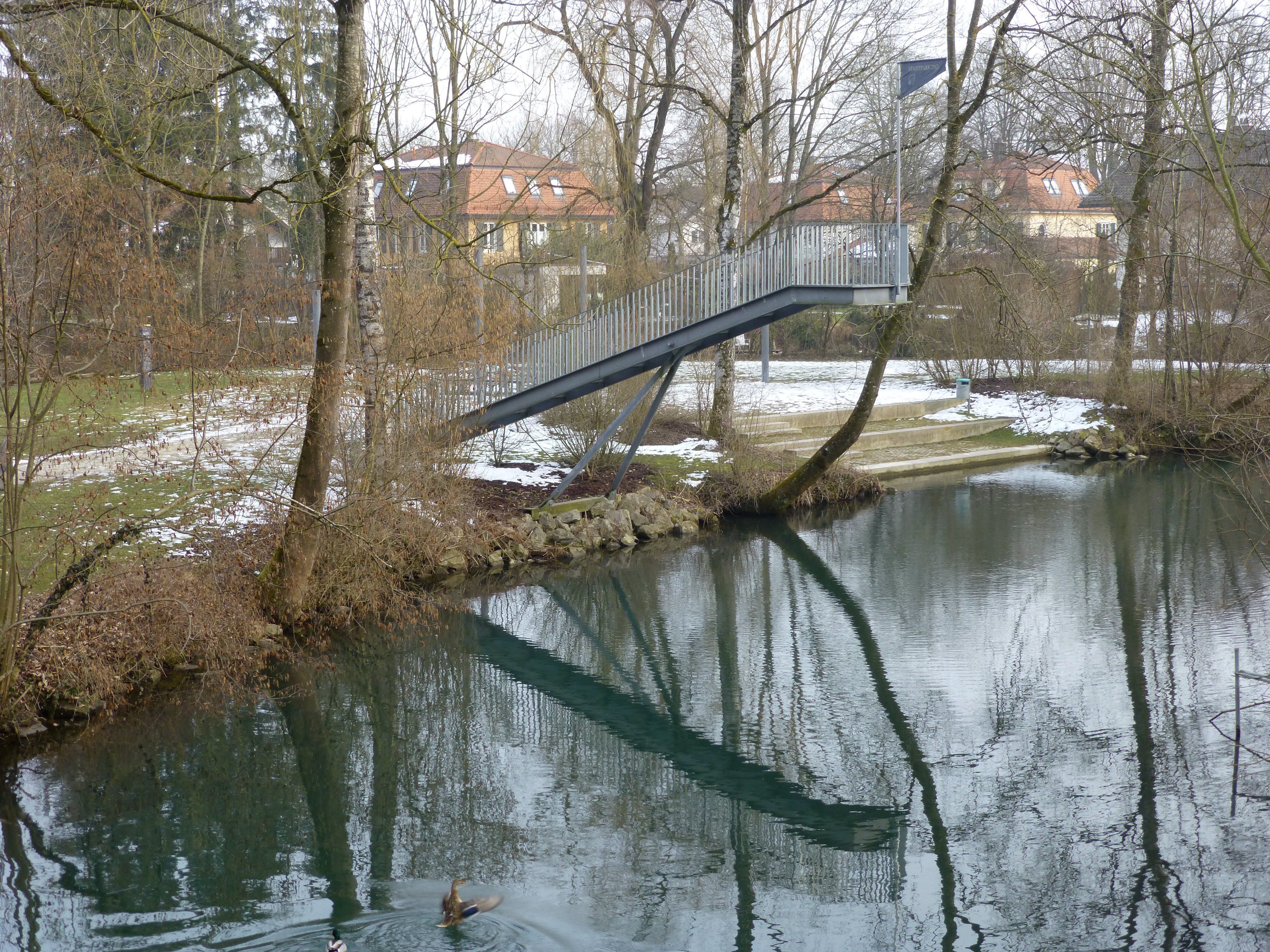
Die „Himmelsleiter“ im Erdinger Stadtpark

Nach Bürgerbeteiligung wurde im Frühjahr 2012 mit der Revitalisierung eines Teilbereichs des Parks begonnen. Ziel der Planung ist die Pflege des Gehölzbestandes, die das Nutzungsspektrum des Parks an die aktuellen und zukünftigen Bedürfnisse anpasst. Die Raumaufteilung orientiert sich am Leitbild des historischen Landschaftsparks, wertvoller Baumbestand soll besser zur Geltung kommen. Mit dem Erwerb des Mayr-Wirt-Geländes (2010) südöstlich der S-Bahn wurde dem Park eine extensive, naturnahe Zone hinzugefügt. Eine Aussichtsplattform, die sogenannte „Himmelsleiter“, und ein „Grünes Klassenzimmer“ ermöglichen eine naturpädagogische Nutzung des Areals.
Der zentrale Spielplatz wurde 2012 als keltisches Dorf mit Reetdachhäusern und Keltenturm zu einem Abenteuerspielplatz umgestaltet. Die Anlage heißt „WENIADUNUM – die Familienfestung“; der Name ist ein Neologismus, eine latinisierte Form eines Ortsnamens, beruhend auf den rekonstruierten urkeltischen Wörtern *wenjā „Familie“ und *dūnom „Festung“. Der pädagogische Plan des Spielplatzes ist u. a., Kinder und Jugendliche für die Geschichte des Erdinger Landes zu begeistern. Archäologen erforschten bereits etwa 30 bekannte keltische Viereckschanzen im Landkreis Erding. Die sogenannte Erdinger Gruppe macht damit ein Zehntel aller Anlagen aus der Eisenzeit in Bayern aus. Ein Informationshaus lädt zum Erkunden der Erdinger Frühgeschichte ein.
Erding hat zahlreiche Sportanlagen:
Bolzplätze: Altenerding Süd – Glockengießerstraße – St. Sebastianstraße (Langengeisling) – Max-Planck-Straße – Landshuter Straße – Kapellenstraße (Bergham) – Freizeitanlage Itzlinger Graben – Altes Schwimmbad – Nördlich des SC Trainingsplatzes – Ehemaliger Holzlagerplatz – Freizeitanlage Klettham – Baugebiet Taufkirchener Straße – Franzensbader Straße – Grünzug Altenerding-Süd – Bei Schule Altenerding Süd
In der Freizeitanlage Altenerding-Süd befinden sich die Semptsporthalle (Dreifachturnhalle) sowie das Sepp-Brenninger-Stadion. Dort wurde 2011 eine blaue Tartanbahn wie im Berliner Olympiastadion aufgetragen. Außerdem finden sich dort (Klein-)Spielfelder, Stockbahnen, eine Tennisanlage sowie eine 2010 erweiterte Skater-Bahn.
Die Freizeitanlage Erding-Nord bietet einen 22 Hektar großen Badesee (Kronthaler Weiher) mit Surfmöglichkeiten, zwei Beach-Volleyball-Anlagen, eine Trampolin-Anlage sowie eine Minigolfanlage.
Die Freizeitanlage Klettham bietet ein Rasenspielfeld, Streetball und Stockbahnen.
Im Sportzentrum Erding befinden sich das Stadion Erding (Fußball- und Leichtathletikstadion) sowie eine große Tennisanlage mit zehn Freiplätzen, drei Hallenplätzen und einer Tenniswand. Daneben steht das Frei- und Hallenbad. Das Freibad enthält ein Sportbecken von olympischen Ausmaßen (Länge 50 Meter, Fläche von 1.050 Quadratmeter und einem Fassungsvermögen von 2.100.000 Litern Wasser). Hier können Sportler ausgiebig trainieren. Das Springerbecken hat einen 10-m-Sprungturm, ist 276 Quadratmeter groß und fasst 1.400.000 Liter Wasser. Das Nichtschwimmerbecken ist 950 Quadratmeter groß und fasst 1.188.000 Liter Wasser. Als besondere Attraktion gibt es hier eine Wasserrutsche. Ebenso gibt es ein Kinderplanschbecken. Es hat eine Fläche von 123 Quadratmeter und fasst 25.000 Liter Wasser. Auf der großen Spiel- und Liegewiese kann unter anderem Volleyball, Fußball und Tischtennis gespielt werden. Das Hallenbad hat ein Sportbecken, 25 Meter lang, 312 Quadratmeter groß und 796.000 Liter Fassungsvermögen, und ein Sprungbrett. Im Pavillon befindet sich ein Lehrschwimmbecken. Es ist 0,8 bis 1,1 Meter tief und fasst 117.000 Liter. Zwei Kleinkinderbecken, die durch eine Rutsche verbunden sind, stehen ebenfalls zur Verfügung. Sie sind 25 bis 40 Zentimeter tief, 50 Quadratmeter groß und fassen 18.000 Liter Wasser. Außerdem gibt es zwei Dampfsaunen.
Die Eislauffläche der Eissporthalle Erding besteht aus einer 30 × 60 Meter großen Eisfläche. Damit ist sie auch für internationale Eishockey-Profi-Spiele geeignet. Die Zuschauertribünen bieten insgesamt 2.576 Plätze, davon sind 486 Sitzplätze.
Sportplätze gibt es zudem in Langengeisling und Eichenkofen.
Die Therme Erding ist eine sehr große Freizeitsportanlage mit Wasserrutschen, Saunen und Schwimmbecken.

### Regelmäßige Veranstaltungen

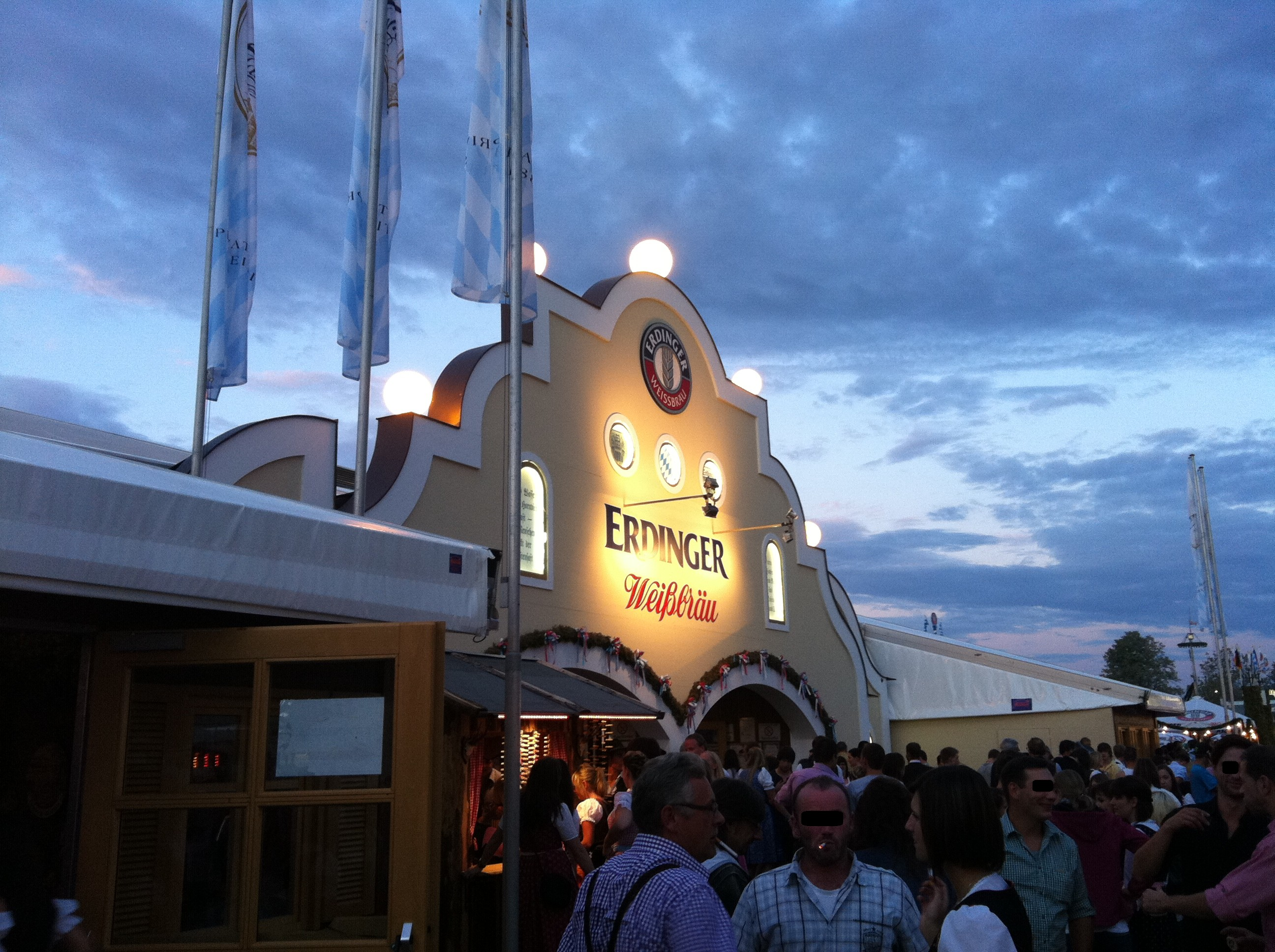
Weißbräuzelt auf dem Erdinger Herbstfest

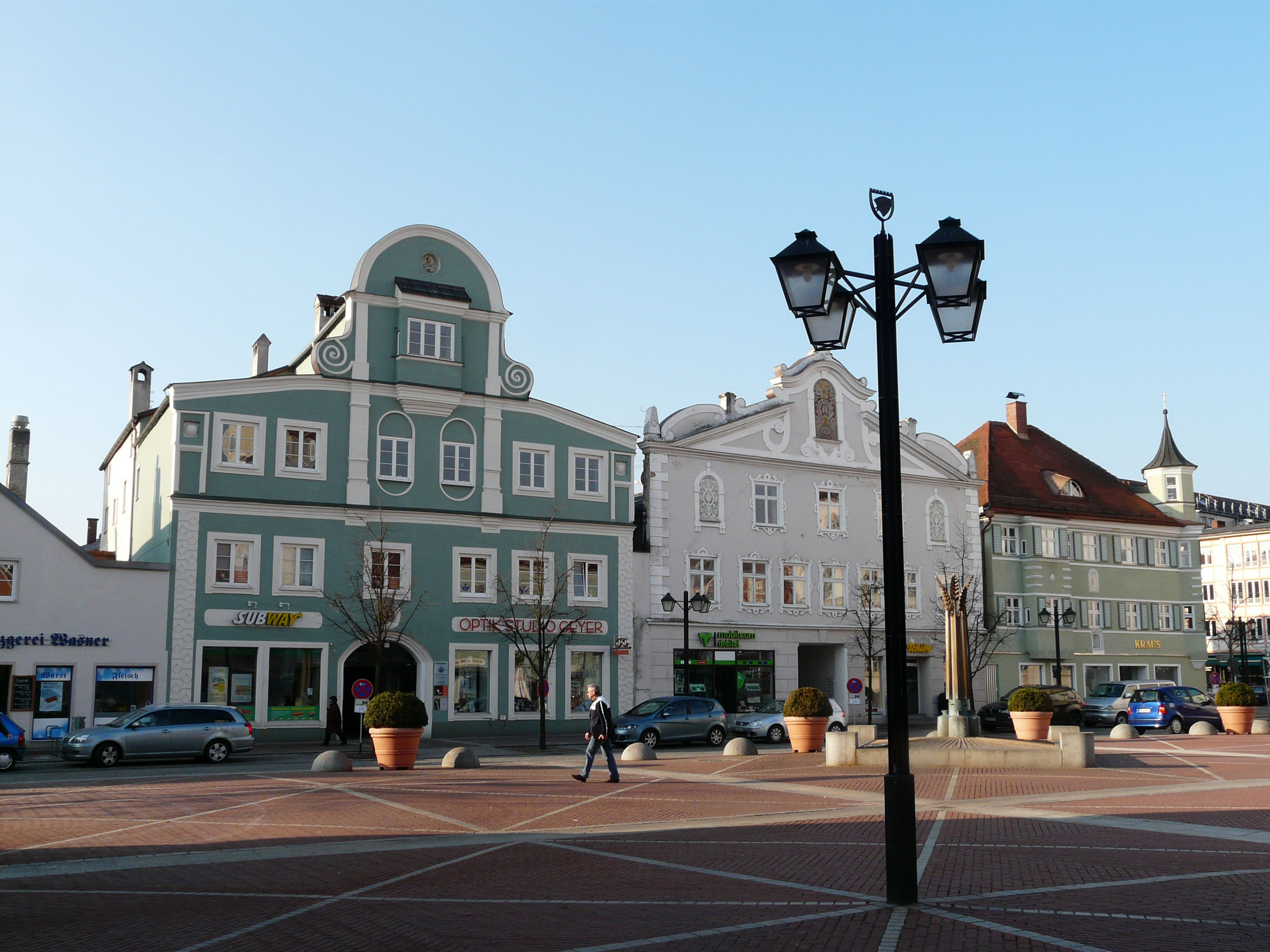
Schrannenplatz

- In Erding beginnt die „narrische Zeit“ früh im Januar mit der Inthronisation des Erdinger Prinzenpaars auf dem Galaball der Faschingsgesellschaft „Narrhalla Erding“ in der Stadthalle Erding.
- Am Faschingssonntag führt die Faschingsgesellschaft „Narrhalla Erding“ auf dem Schrannenplatz ihr Programm vor.
- Am Faschingsdienstag treiben die „Ardinger Moosgeister“ ihr Unwesen und ziehen, mit ihren Larven (Gesichtsmasken) und Kostümen grün und furchterregend gekleidet, durch die Lange Zeile.
- Das Starkbier der Fischer’s Stiftungsbrauerei gehört im Erdinger Land zur Fastenzeit. Das süffige „St. Prosper“ soll den Fastenden über die magere Zeit bis Ostern helfen. Das Starkbier ist ein Doppelbock mit 18,5 Prozent Stammwürze und 6,5 Prozent Alkohol.
- Maibaumaufstellen – alljährlich kommt es unter den Stadtteilen zu einem Wettstreit, wo der höchste (teilweise bis zu 30 Meter) und prachtvollste Baum errichtet wird.
- Am römisch-katholischen Hochfest Fronleichnam findet alljährlich eine prachtvolle Prozession durch die Altstadt von Erding statt. Weitere Fronleichnamsprozessionen finden in Altenerding und Langengeisling statt.
- Jährlich finden jeweils der Stadttriathlon und der Stadtlauf unter der Organisation des Trisports Erding statt. Diese Veranstaltungen bieten ein breites Spektrum von Sport und Kultur. Teilnehmen können Sportler aller Altersklassen.
- Das Altstadtfest im Sommer verwandelt die ganze Innenstadt in einen großen Biergarten mit Live-Musik
- Das 10-tägige Kulturfestival Sinnflut lockt im Juli tausende Gäste auf den Volksfestplatz
- Am letzten Freitag im August beginnt traditionell das Herbstfest Erding. Nach München und Rosenheim ist es mit über 200.000 Besuchern im Jahr um das drittgrößte Volksfest in Oberbayern.[52]
- Bei der Eiszeit im November verwandelt sich der Schrannenplatz in eine Kunsteisfläche und macht den Platz für vier Wochen zu einem beliebten Treffpunkt für Kinder, Familien und alle Schlittschuhläufer.
- In der Adventszeit findet auf dem Schrannenplatz und dem Kleinen Platz der Christkindlmarkt statt.
- Mit dem festlichen Turmblasen vom Stadtturm beginnt für viele Erdinger Familien der Heilige Abend.
- Alle fünf bis sieben Jahre führt die Volksspielgruppe Altenerding in der Innenstadt vor dem Schönen Turm die Schwedenspiele auf (letztmals 2022).[53]
- Am ersten der beiden Herbstfest-Sonntage findet das traditionelle Pferderennen unmittelbar neben dem Volksfestplatz statt. Der Rennverein Erding verwandelt das Gelände, das danach als Volksfest-Parkplatz genutzt wird, jedes Jahr in eine Rennbahn.[54]

### Spezialitäten
Das Erdinger Weißbier gehört zu den bekanntesten und erfolgreichsten Bier-Spezialitäten Bayerns, im Norden Erdings ist der einzige Brauereistandort.

## Militär
Im Jahr 1935 wurde nordöstlich von Erding der Fliegerhorst Erding eröffnet. Erding ist Bundeswehrstandort für das Luftwaffeninstandhaltungsregiment 1, das Systemzentrum Luftfahrzeugtechnik, sowie das Materialdepot Erding. Weiter im Norden, anschließend an den Stadtteil Langengeisling, liegt das Wehrwissenschaftliche Institut für Werk- und Betriebsstoffe (WIWeB). Das WIWeB ist eine Ressortforschungseinrichtung des Bundesministeriums der Verteidigung und gehört zum Geschäftsbereich des Bundesamtes für Ausrüstung, Informationstechnik und Nutzung der Bundeswehr (mit Sitz in Koblenz). Im Zuge der 2011 in Kraft getretenen Bundeswehrreform wird der Fliegerhorst Erding voraussichtlich 2024 geschlossen. Das Wehrwissenschaftliche Institut (WIWeB) hingegen bleibt auch in Zukunft bestehen.

## Persönlichkeiten

### Ehrenbürger
Die Stadt hat folgenden Personen das Ehrenbürgerrecht verliehen:
- 1895: Johann Baptist Cantler (* 1822; † 1919), Oberamtsrichter von Erding (1867–1895)[56][57]
- 1900: Theodor Ortner (* 1823; † 1919), Bürgermeister von Erding (1881–1900)
- 1923: Martin Irl (* 1859; † 1953), Landtags- und Reichstagsabgeordneter und Mitglied der Weimarer Nationalversammlung (ZENTRUM, BVP), Gründer der Erdinger Volksbank 1898
- 1933: Friedrich Herbig (* 1858; † 1936), Bürgermeister von Erding (1906–1929)
- 1960: Andreas Deißböck (* 1895; † 1967), Chefarzt des städt. Krankenhauses (1945–1960)
- 1960: Max Lehmer (* 1885; † 1964), Bürgermeister von Erding (1930–1933 und 1945/46)
- 1966: Hans Schmidmayer (* 1889; † 1967), Bürgermeister von Erding (1948–1966)

Jahr der Ernennung unbekannt
- Hiasl Maier-Erding (* 1894; † 1933), Chiemseemaler
- Thomas Wimmer (* 1887; † 1964), Oberbürgermeister von München 1948–1960 (SPD), geb. in Siglfing (heutiger Stadtteil)

### Söhne und Töchter der Stadt
- Martin Prenninger, genannt Martinus Uranius (* 1450; † 1501), Humanist und Rechtsgelehrter des 15. Jahrhunderts
- Hans Kogler (* 1642; † 1702), Maurer und Baumeister, Stadtmaurermeister
- Anton Kogler († 1729), Sohn von Hans Kogler, Maurer und Baumeister, Stadtmaurermeister
- Korbinian von Prielmair  (* 1643; † 1707), einflussreicher Staatsmann zur Zeit Kurfürst Max Emanuels.
- Maria Adelheid Theresa Gräfin von Rivera (* 1674; † 1725), Eigentümerin des 1710 erbauten Palais Rivera, stiftete 1723 das erste Erdinger Waisenhaus.
- Franz Grundmayr (* 1750; † 1823), Geistlicher, Theologe und Schriftsteller
- Friedrich Fischer (* 1827; † 1890) und Katharina Fischer, geborene Wochinger, Brauereibesitzer- und Posthaltereheleute, Gründer der „Fischer’s Wohltätigkeitsstiftung in Erding“, an das rührige Ehepaar erinnert u. a. der alljährlich stattfindende „Fischer’s Fröhliche Tag“
- Alois Roßmayr (* 1829; † 1909), Siebmacher und Fotograf, gründete 1904 die Roßmayr’sche Waisenhaus- und Kinderasylstiftung.
- Friedrich von Lobenhoffer (* 1850; † 1918), General der Artillerie
- Martin Irl (* 1859; † 1953), Landtags- und Reichstagsabgeordneter, Gründer der Erdinger Volksbank 1898, Ehrenbürger, Geheimrat, Künstler
- John F. Schrank (* 1876; † 1943), Attentäter auf US-Präsident Theodore Roosevelt
- Albert Schiestl-Arding (* 1883; † 1937), Maler
- Hans Dachs (* 1886; † 1966), Historiker
- Elisabeth Bamberger (* 1890; † 1984), Volkswirtin und Sozialarbeiterin
- Hiasl Maier (* 1894; † 1933), Chiemseemaler und Porträtist
- Hans Gollwitzer (* 1896; † 1979), Bürgermeister von Mühldorf am Inn
- Franz Xaver Stahl (* 1901; † 1977), Tiermaler und Impressionist
- Margit Gutmann (* 1903; † 1943), Lehrerin, NS-Opfer
- Magda Bittner-Simmet (* 1916; † 2008), Malerin mit stilistischer Nähe zu den Werken des Expressiven Realismus
- Karl M. Doll (* 1921; † 2005), Kirchenmusiker, Komponist und Lehrer.
- Andreas Kraus (* 1922; † 2012), Historiker
- Hans Zehetmair (* 1936; † 2022), Landrat, Landtagsabgeordneter und Bayerischer Staatsminister (1986–2002) sowie stellv. Ministerpräsident
- Werner Brombach (* 1939), Unternehmer, Eigentümer der weltgrößten Weißbier-Brauerei Erdinger Weißbräu
- Volker Press (* 1939; † 1993), Historiker
- Dieter Brenninger (* 1944), Fußballspieler
- Rudolf L. Reiter (* 1944; † 2019), Maler und Bildhauer
- Gerhard Staguhn (* 1952), Sachbuchautor
- Albert Sigl (* 1953), Schriftsteller, Stadtschreiber
- Karl Maier (* 1957), viermaliger Motorrad-Sandbahnweltmeister
- Andreas Dörhöfer (* 1963), Handballspieler
- Ulrike Scharf (* 1967) CSU-Politikerin, Landtagsabgeordnete
- Michaela Haas (* 1970), Journalistin, Fernsehmoderatorin und Autorin
- Cornelia Faltermaier (* 1971), Tischtennisspielerin
- Petra Grill (* 1972), Autorin
- Christian Mertens (* 1977), Filmregisseur
- Claudius Stein (* 1978), Archivar und Historiker
- Philipp Bönig (* 1980), Fußballspieler und dessen Bruder Sebastian Bönig
- Martina Eisenreich (* 1981), Violinistin, Filmkomponistin und Musikproduzentin
- Michael Multhammer (* 1981), Literaturwissenschaftler
- Benjamin Glück (* 1986), Fußballtrainer
- Sebastian Schwarz (* 1986), Eishockeyspieler
- Felix Schütz (* 1987), Eishockeyspieler
- Laura Egger (* 1989), Schauspielerin
- Sara Nuru (* 1989), Fotomodell, Mannequin und Gewinnerin der vierten Staffel von Germany’s Next Topmodel
- Stefan Lex (* 1989), Fußballspieler
- Andreas Begert (* 1990), Komponist und Songwriter
- Vitus Eicher (* 1990), Fußballtorwart
- Sebastian Busch (* 1992), Eishockeyspieler
- Ramona Maier (* 1995), Fußballspielerin
- Maximilian Dallinger (* 1996), Sportschütze
- Valentin Busch (* 1998), Eishockeyspieler
- Neal Samanski (* 1998), deutsch-kanadischer Eishockeyspieler
- Joshua Samanski (* 2002), deutsch-kanadischer Eishockeyspieler
- Lukas Reich (* 2006), Fußballspieler